# Hispânia Tarraconense
A Hispânia Tarraconense (em latim: Hispania Citerior Tarraconensis) foi uma província romana da Hispânia, na Península Ibérica, que suplantou a anterior Hispânia Citerior. A sua capital era a Colônia Júlia Cidade Triunfal Tarraco (em latim: Colonia Iulia Vrbs Triumphalis Tarraco), a atual Tarragona, (Catalunha, Espanha). Fazia fronteira a sudoeste com a Lusitânia e Bética e a nordeste com a Gália Aquitânia e Gália Narbonense.
Depois da queda do Império Romano do Ocidente, a província seria dominada pelos visigodos e mais tarde parcialmente tomada durante a Invasão muçulmana da Península Ibérica.

## Geografia e organização político-administrativa da província Tarraconense

### Limites e extensão
A província Hispânia Citerior Tarraconense, no seu momento de maior extensão, abrangia as duas terceiras partes da Península Ibérica, e compreendia as regiões a norte e a sul do rio Ebro, dos Pirenéus a norte até Sagunto a sul, o vale do Douro, exceto a zona da sua margem meridional entre o rio Tormes e a sua desembocadura em Cale (Vila Nova de Gaia, Portugal), os vales do Tejo e do Guadiana até aos limites com a Lusitânia, e o extremo oriental da Andaluzia, a leste da fronteira da Bética que discorria de Cástulo (Linares), passando por Acos (Guadix) até a baía de Almeria, ficando estas zonas (que durante vários anos pertenceram à Bética) em território tarraconense; a leste limitava com o mare Nostrum — mar Mediterrâneo, — a oeste com o oceano Atlântico e a norte com o golfo da Biscaia e a cordilheira dos Pirenéus, que a separava do sul da Gália, ou seja, das províncias romanas da Aquitânia e Gália Narbonense.
A Galécia e a Cartaginense foram cindidas posteriormente da Tarraconense, ambas no século III, e a Baleárica da Cartaginense, em finais do século IV, sendo transformadas em províncias independentes.

### Organização administrativa

Hispânia segundo a divisão provincial romana de

A Península Ibérica nos tempos de Adriano r., mostrando a nordeste a província da Hispânia Tarraconense

Por decisão de Augusto em 27 a.C. a Tarraconense passou a ser uma província imperial, assim como a Lusitânia, enquanto a Bética foi senatorial; a Tarraconense tinha categoria consular, enquanto as outras duas províncias eram de categoria pretória.
À frente da Tarraconense encontrava-se o governador da província - legado imperial propretor da Província da Hispânia Citerior Tarraconense (Legatus Augusti pro Praetore Provinciae Hispaniae Citerioris Tarraconensis) -, cujo officium se encontrava na capital provincial, a Colônia Tarraco. À época de Augusto e Tibério, segundo indica Estrabão, tinha como subordinados três legados à frente de três legiões, que ficaram reduzidos a dois sob Calígula e a um a partir de Nero.
As grandes dimensões da província determinaram que, em algum momento entre Tibério e Cláudio, o governador recebesse como auxiliares na administração de justiça sete legados, chamados legados jurídicos (legati iuridici), à frente de conventos jurídicos (conventus iuridicus). Estes legados eram nomeados diretamente pelo imperador. Os sete conventos jurídicos da província eram:
- O Lucense, com capital no Município Luco dos Ástures (Lugo);
- O Bracarense, com capital no Município Bracara Augusta (Braga);
- O Asturicense, com capital no município Astúrica Augusta (Astorga);
- O Cluniense, com capital na Colônia Clúnia Sulpícia (Coruña del Conde);
- O Cartaginense, com capital na Colônia Cartago Nova (Cartagena);
- O Cesaraugustano, com capital na Colônia César Augusta (Saragoça);
- O Tarraconense, com capital na Colônia Tarraco (Tarragona).

Em cada uma das sedes conventuais, foi organizado o culto imperial, dedicado aos genii imperatoris e aos imperadores divinizados, com um sacerdócio próprio masculino -flâmines augustos (flamines augusti)- e feminino - flamínicas augustas (flaminicai augusti)-, eleitos dentre as elites das comunidades privilegiadas - colônias municípios - da província. Anualmente, eram designados dentre eles a um flâmine e uma flamínica -não era estranho que fossem casal- para se ocuparem do culto imperial na província, desempenhando as suas funções no foro provincial da capital da província, a Colônia Tarraco.
A administração financeira da Tarraconense, pela sua vez, dependia de um procurador imperial (procurator Caesaris), nomeado diretamente pelo imperador dentre os membros da ordem equestre, cujo officium também tinha a sua sede na capital da província. Contudo, a partir de finais do século I ou começos do século II, a zona de mineração aurífera do noroeste da província começou a ser administrada por um procurador específico - procurador dos metais (procurator metallorum) -, cargo desempenhado normalmente um liberto imperial, que tinha a sede do seu officium em Astúrica Augusta, capital do Convento Asturicense. Os procuradores dependiam diretamente do imperador e não do governador provincial, embora ambos os cargos devessem colaborar para a correta administração da província.

### O tecido urbano da província
Segundo os geógrafos antigos Estrabão, Plínio, o Velho, que foi procurador da província, e Ptolemeu, o número de cidades da Tarraconense era considerável, sobretudo no vale do Ebro e a costa do Mediterrâneo. Sem contar as ilhas Baleares, Plínio afirma que:
nunc universa provincia dividitur in conventus VII, Carthaginiensem, Tarraconensem, Caesaraugustanum, Cluniensem, Asturum, Lucensem, Bracarum. accedunt insulae, quarum mentione seposita civitates provincia ipsa praeter contributas aliis CCXCIII continet, oppida CLXXVIIII, in iis colonias XII, oppida civium Romanorum XIII, Latinorum veterum XVIII, foederatorum unum, stipendiaria CXXXV.— C. Plínio, o Velho. Naturalis Historia III, 18
Isto significa que nos sete conventos jurídicos da província havia 472 cidades ou comunidades, das quais 293 eram populi -comunidades não urbanas-, e as outras 179 eram divididas em 12 colônias, 13 cidades com pleno direito de cidadania -oppida civium Romanorum-, 18 municípios de direito latino antigo, 1 cidade federada -aliada sem direito de cidadania- e 135 cidades tributárias ou estipendiárias.
As comunidades privilegiadas da província Tarraconense de origem cesárea, triunviral ou augusta, colônias e municípios, foram adscritas à tribo Galéria, exceto César Augusta, que o foi à Aniense.
O seguinte câmbio, segundo relata Plínio, foi o seguinte:
universai Hispaniae Vespasianus Imperator Augustus iactatum procellis rei publicai Latium tribuit.— C. Plínio, o Velho. Naturalis Historia III, 30
Assim, em 74 d.C., Vespasiano, mediante o Édito de Latinidade, outorgou a cidadania latina menor -Ius latii minor- a todas as comunidades da Hispânia, o que permitia obterem a cidadania romana todas aquelas pessoas que desempenhassem magistraturas municipais -Duunvirato ou edilidade- na sua comunidade, uma vez que fora transformada em município por ordem imperial, enquanto o restante dos habitantes adquiriam a cidadania latina, que lhes permitia gozar legalmente do direito de fazer negócios de acordo com a lei romana -ius comercii- e de se casar à romana -ius connubii-, em iustae nuptiae.
A concessão deste direito foi aproveitada por bastantes comunidades estipendiárias da Tarraconense para se tornarem em municípios, como é o caso de Nova Augusta (Lara de los Infantes, Burgos), Bérgido Flávio (Cacabelos, El Bierzo, Leão), Segóvia, Duratón (Segóvia, talvez Confluenta?), ou Águas Flávias (Chaves, Portugal), por citar umas poucas. Os cidadãos romanos assim promovidos em todos estes novos municípios foram adscritos à tribo Quirina, e assim o faziam constar na origo dentro do seu nome.
As principais cidades, de fundação romana ex novo ou com origem grega -as menos- ou pré-romano, da província Tarraconense foram:

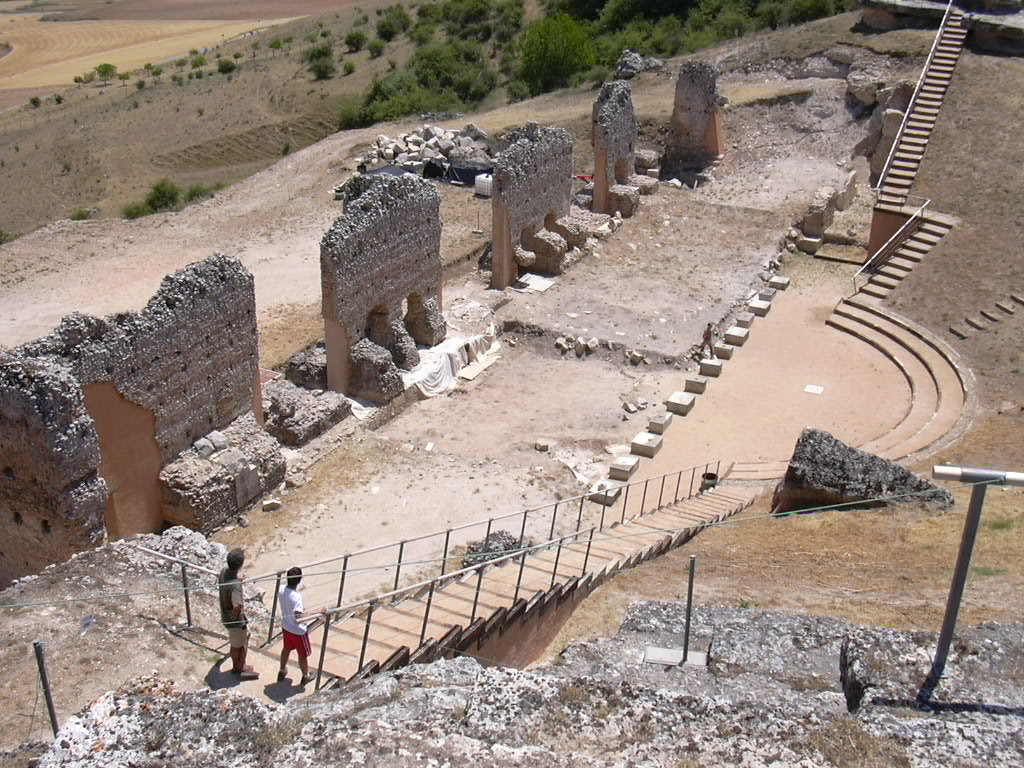
Teatro romano de Clúnia Sulpícia, edificado sob Tibério para monumentalizar a cidade mais importante, com Astúrica Augusta da bacia do Douro, capital do convento jurídico (conventus iuridicus) mais extenso da Hispânia

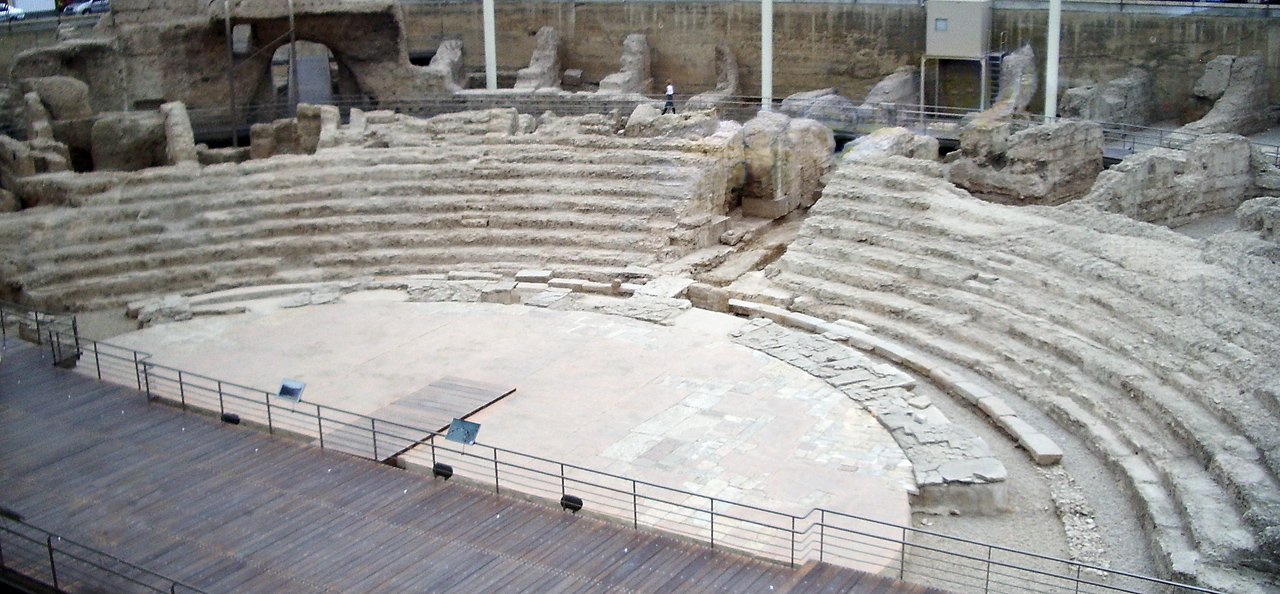
Teatro de César Augusta, capital de um convento jurídico, edificado sob Augusto e Tibério para dotar a cidade mais importante do vale do Ebro

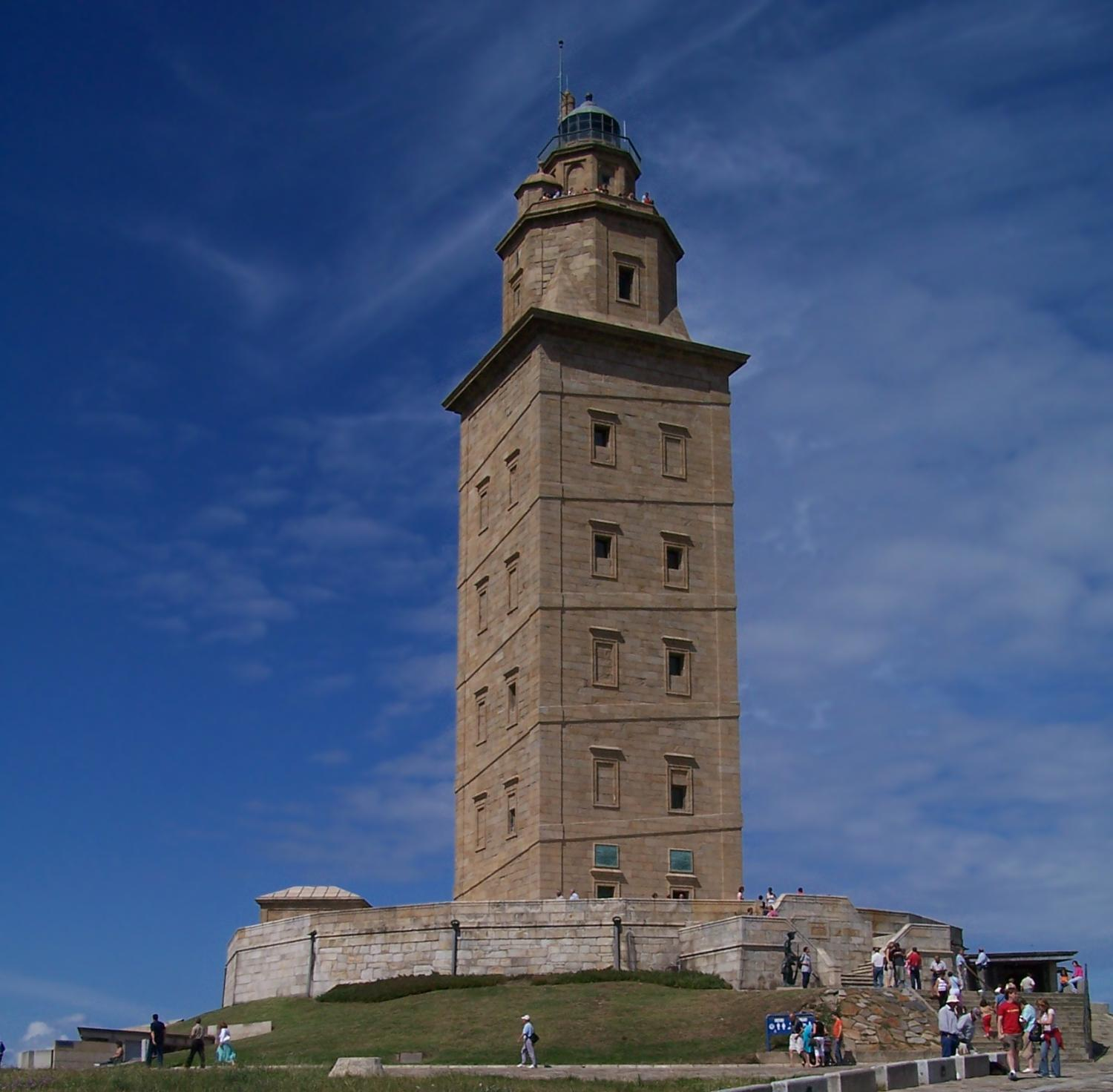
Torre de Hércules, farol romano construído no século II no Município Flávio Brigâncio na Corunha

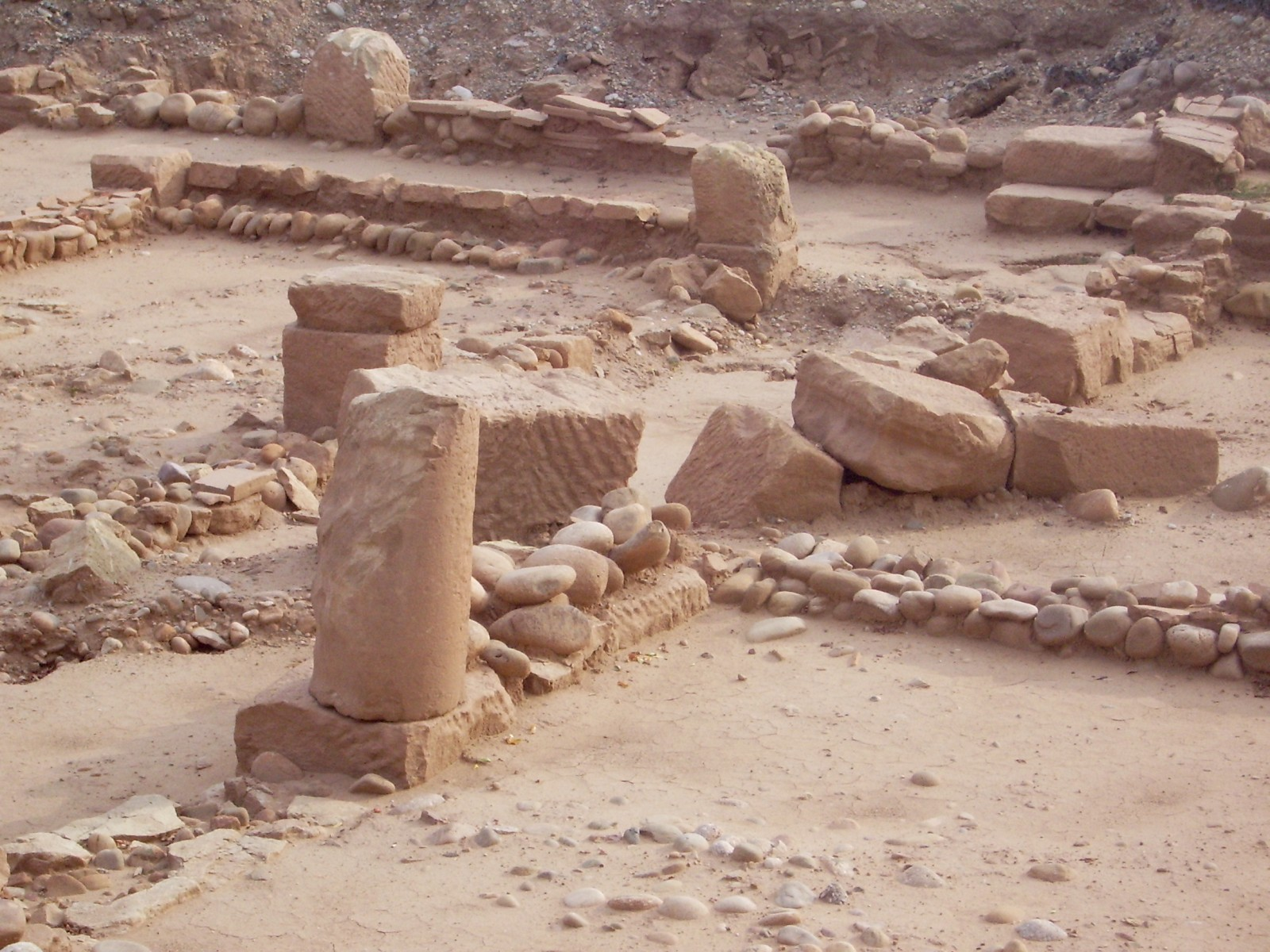
Restos de uma casa romana em Vareia (Logronho)

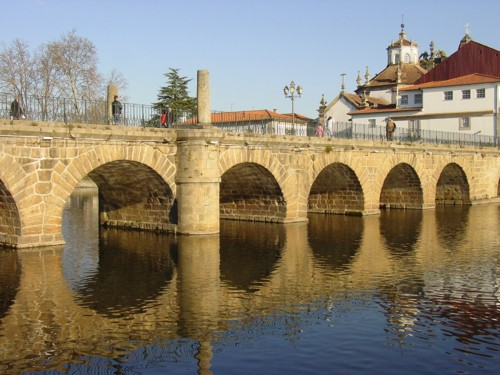
Ponte de Trajano em Águas Flávias na que a inscrição chamada padrão dos povos indica que a sua construção foi sufragada por 10 comunidades da zona e construído com ajuda da X Legião Gêmea

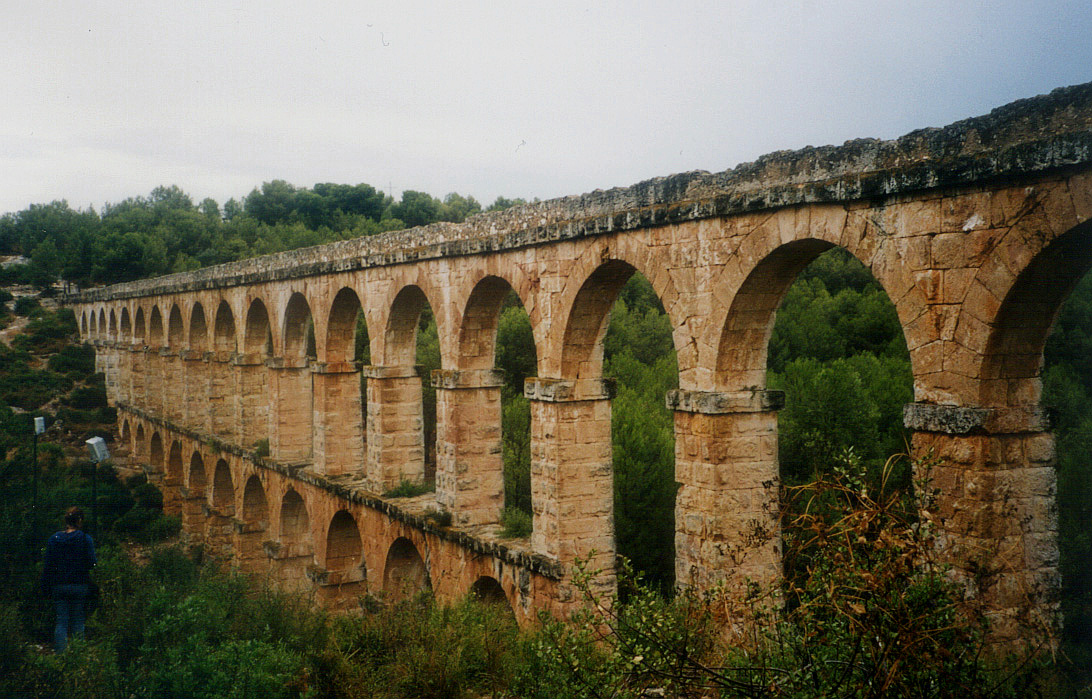
Aqueduto romano das Ferreras ou Ponte do Diabo, que fornecia de água a Tarraco, a capital da província, da época de Augusto

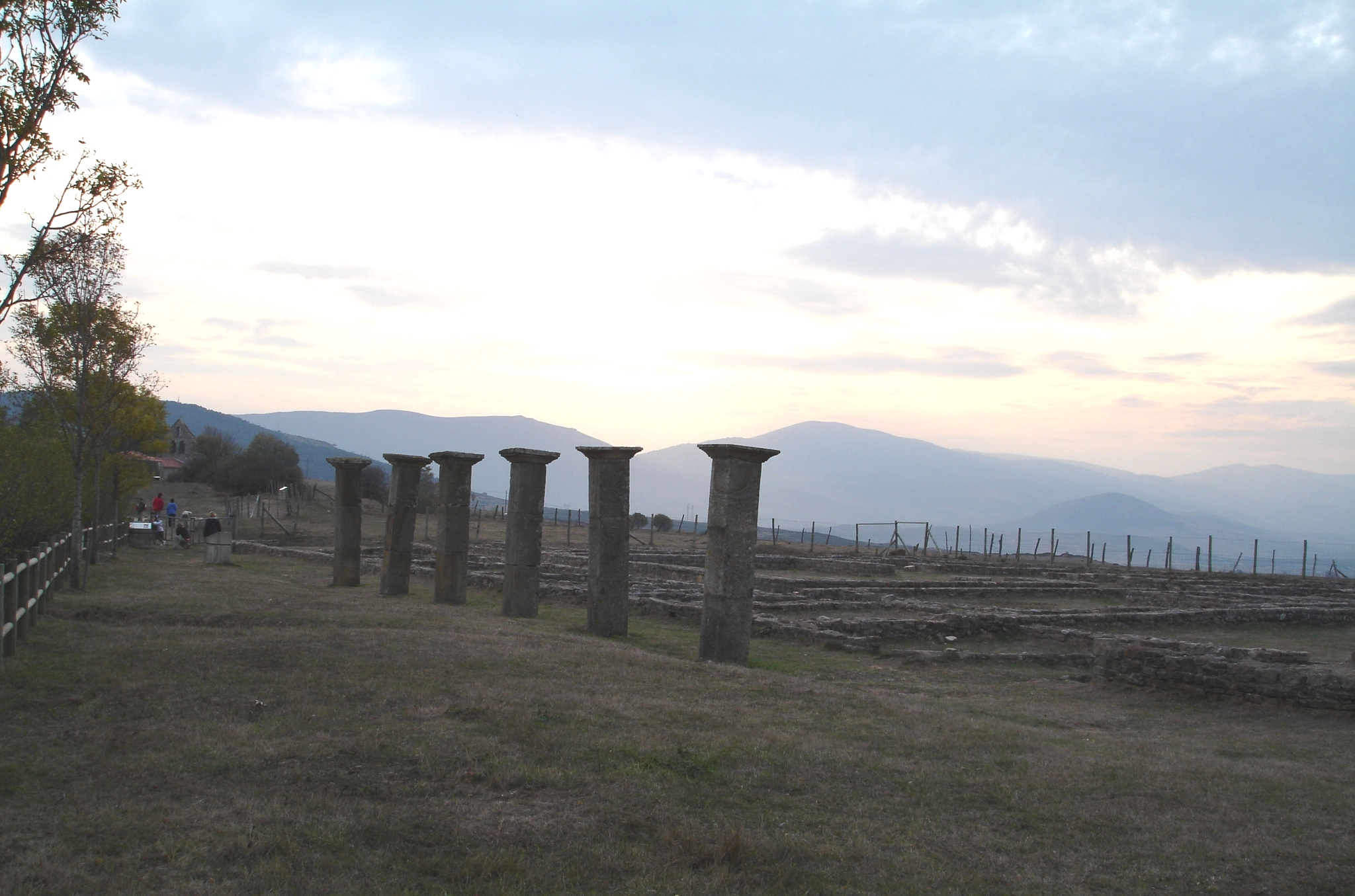
Pormenor das ruínas de Julióbriga, a cidade mais importante da Cantábria romana, apreciando-se ainda as colunas dos pórticos que marcavam o seu Decúmano Máximo

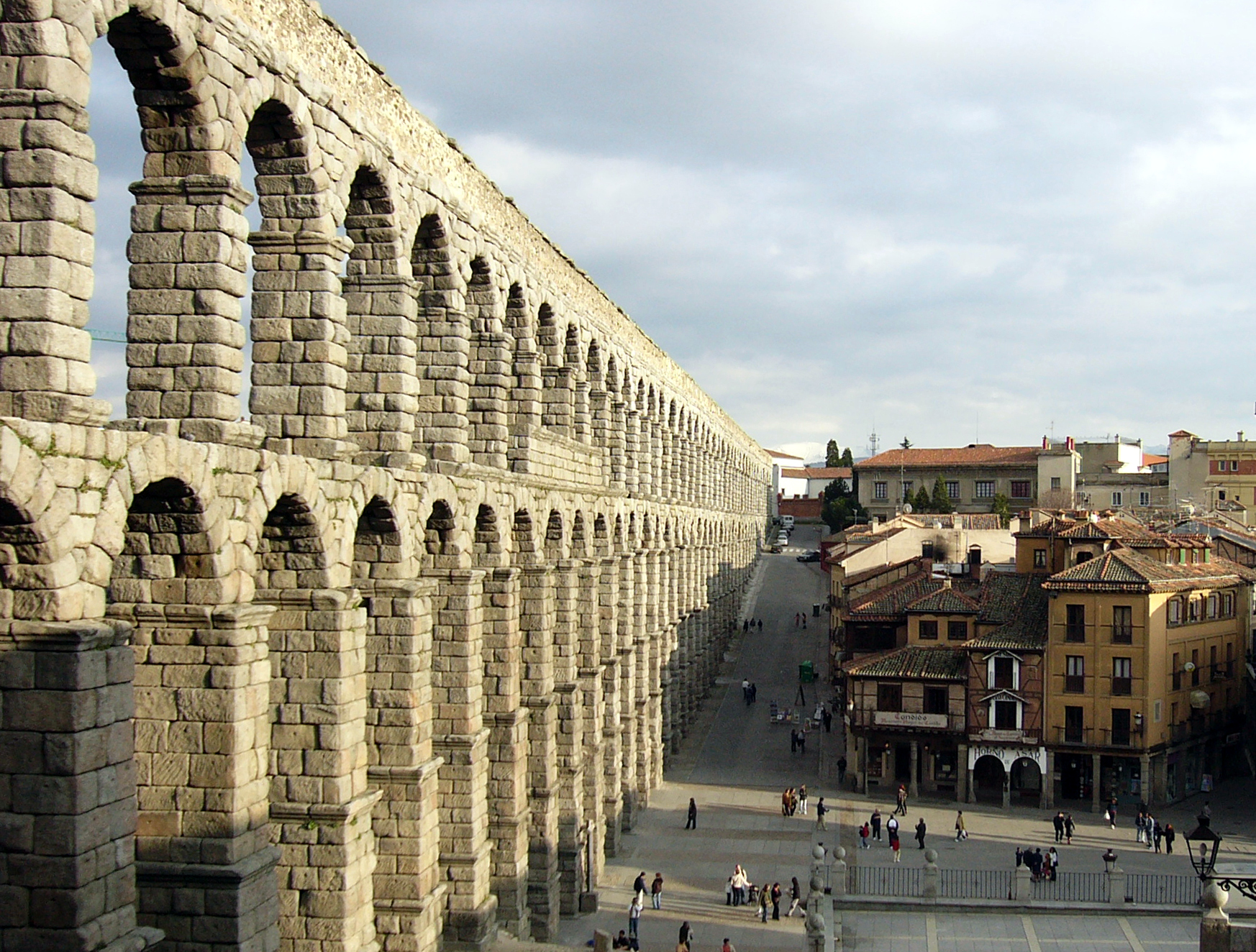
Aqueduto de Segóvia, edificado sob Domiciano e remoçado sob Trajano, dentro do processo de municipalização flávio em toda Hispânia, proporcionou a este município um elemento singular ao mesmo tempo em que útil

- Tarraco (Tarragona), Colônia César e Augusto
- Barcino (Barcelona), Colônia de César e Augusto
- Ilerda (Lérida), Município de Augusto
- Eso (Guissona, Lérida), Município Flávio
- Júlia Líbica (Llívia, Gerona), Município de César
- Ausa (Vic, Barcelona), Município de Augusto
- Bétulo (Badalona, Barcelona), Município de Augusto
- Iluro (Mataró, Barcelona), Município de César
- Empórias (Ampúrias, Gerona), Colônia de César
- Gerunda (Gerona), Município de Augusto
- Bétulo (Badalona, Barcelona), Colônia de Augusto
- Dertosa (Tortosa, Tarragona), Município de Augusto
- Osca (Huesca), Município de Augusto
- Iaca (Jaca, Huesca), Município ?
- Labitosa (La Puebla de Castro, Huesca), Município Flávio
- César Augusta (Saragoça), Colônia de Augusto
- Augusta Bílbilis (Calatayud, Saragoça), Município de Augusto
- Turíaso (Tarazona, Saragoça), Município de Augusto
- Celsa (Velilla de Ebro, Saragoça), Colônia triunviral
- Bursau (Borja, Saragoça), município Flávio
- Arcóbriga (Monreal de Ariza, Saragoça)
- Osicerda (La Puebla de Híjar, Teruel), Município de Augusto
- Segôncia (Sigüenza, Guadalajara)
- Cartago Nova (Cartagena), Colônia de César
- Valência (Valência), Colônia de Augusto
- Sagunto (Sagunto, Valência), Município cesariano
- Sétabis (Játiva, Valência), Município de Augusto
- Ilici (Elche, Alicante), Colônia de Augusto
- Edeta (Líria, Valência), Município de Augusto
- Diano (Dénia, Alicante), Município de Augusto
- Lucento (Alicante), Município de Augusto
- Begastro (Cehegín, Múrcia), Município Flávio?
- Pompelo (Pamplona, Navarra), Município sob César
- Vareia (Logronho, La Rioja), Município de Augusto
- Trício, a Grande (Trício, La Rioja), Município Flávio
- Líbia (Herramélluri, La Rioja), Município Flávio?
- Cascanto (Cascante, Navarra), Município de Augusto
- Calagurris (Calahorra, La Rioja), Município sob César
- Easso (Irun, Guipúzcoa) Município?
- Veleia (Iruña de Oca, província de Álava), Município de Augusto
- Flavióbriga (Castro Urdiales, Cantábria), Colônia sob Vespasiano
- Porto Vitória Juliobrigênsio (Santander ou Santoña (Cantábria)), Município Flávio?
- Porto Blêndio (Suances, Cantábria) Município?
- Julióbriga (Retortillo, perto de Reinosa, Cantábria), Município Flávio.
- Gígia (Gijón, Astúrias), Município Flávio?
- Luco dos Ástures (Lugo de Llanera, Astúrias)
- Flavionavia (Pravia?, Astúrias), Município Flávio?
- Flávio Brigâncio (Corunha), Município Flávio
- Iria Flávia (Padrón, A Corunha), Município Flávio
- Vico Espacoro (Vigo, Pontevedra) Município Flávio
- Luco Augusto (Lugo), Município de Augusto?
- Município Limicoro (Xinzo de Limia, província de Ourense), Município Flávio
- Bracara Augusta (Braga, Portugal) Município de Augusto?
- Águas Flávias (Chaves, Portugal), Município Flávio
- Cale e Porto Cale (Vila Nova de Gaia e Porto, Portugal), Município?
- Clúnia (Coruña del Conde, Burgos) Município de Tibério e colônia sob Vespasiano
- Ocilis (Medinaceli, Sória), Município Flávio?
- Numância (Garray, Sória), Município Flávio?
- Tiermes (Montejo de Tiermes, Sória), Município sob Tibério
- Uxama Argela (El Burgo de Osma, Sória), Município sob Tibério
- Augustóbriga (Muro de Ágreda, Sória), Município Flávio?
- Palância (Palência), Município Flávio?
- Píncia (Padilla de Duero, Valhadolide),
- Intercácia (Montealegre de Campos, Valhadolide), Município Flávio?
- Albócela (Villalazán, Zamora) Município Augusto?
- Septimanca (Simancas, Valhadolide)
- Rauda (Roa, Burgos), Município Flávio?
- Deobrígula (Tardajos, Burgos), Município Flávio?
- Virovesca (Briviesca, Burgos), Município?
- Deóbriga (Miranda de Ebro, Burgos) Município de Augusto?
- Segisama Júlia (Sasamón, Burgos), Município Flávio
- Nova Augusta (Lara de los Infantes, Burgos), Município Flávio
- Cauca (Coca, Segóvia), Município Flávio
- Confluenta (Duratón, Segóvia), Município Flávio
- Segóvia (Segóvia), Município Flávio
- Brigeco (Dehesa de Morales de las Cuevas, Castro Gonzalo, Zamora), Município Flávio
- Astúrica Augusta (Astorga, Leão), Município de Augusto?
- Légio (Leão), cannava da VI Legião Vitoriosa e depois da X Legião Gêmea
- Lância (Villasabariego, Leão) Município Flávio
- Bedúnia (San Martín de Torres, Leão)
- Bérgido Flávio (Cacabelos, Leão) Município Flávio
- Interâmnio Flávio (Bembibre, Leão) Município Flávio
- Toleto (Toledo), Município de Augusto
- Cesaróbriga (Talavera de la Reina, Toledo), Município sob César
- Segóbriga (Saelices, província de Cuenca), Município de Augusto
- Valéria (Valéria, Cuenca), Município de Augusto
- Ercávica (Cañaveruelas, Cuenca), Município de Augusto
- Compluto (Alcalá de Henares, província de Madrid), Município de Augusto
- Titúlcia (Titúlcia, Madrid), Município Flávio.
- Libisosa (Lezuza, Albacete), Colônia de Augusto
- Salária (Úbeda, Xaém ), Colônia de Augusto
- Sisapo (Almodóvar del Campo, Cidade Real), Município de Augusto
- Cástulo (Linares, Xaém), Município de César
- Acos (Guadix, Granada), Colônia de Augusto
- Úlia (Montemayor, Córdova), Município de Augusto

### Distribuição das guarnições militares romanas na província
Para garantir a ordem e segurança da província, terminadas as Guerras Cantábricas (26−19 a.C.) ficaram estabelecidas na província Tarraconense três legiões:
- A VI Legião Vitoriosa (até o seu translado à Germânia em 70 por ordem de Vespasiano) em Légio (atual Leão);
- A X Legião Gêmea (até ser enviada à Panônia em 63 por Nero) em Petavônio (Rosinos de Vidriales, Zamora);
- A IV Legião Macedônica (até ser transferida à Germânia em 43 por ordem de Cláudio) em Pisoraca (Herrera de Pisuerga, Palência).

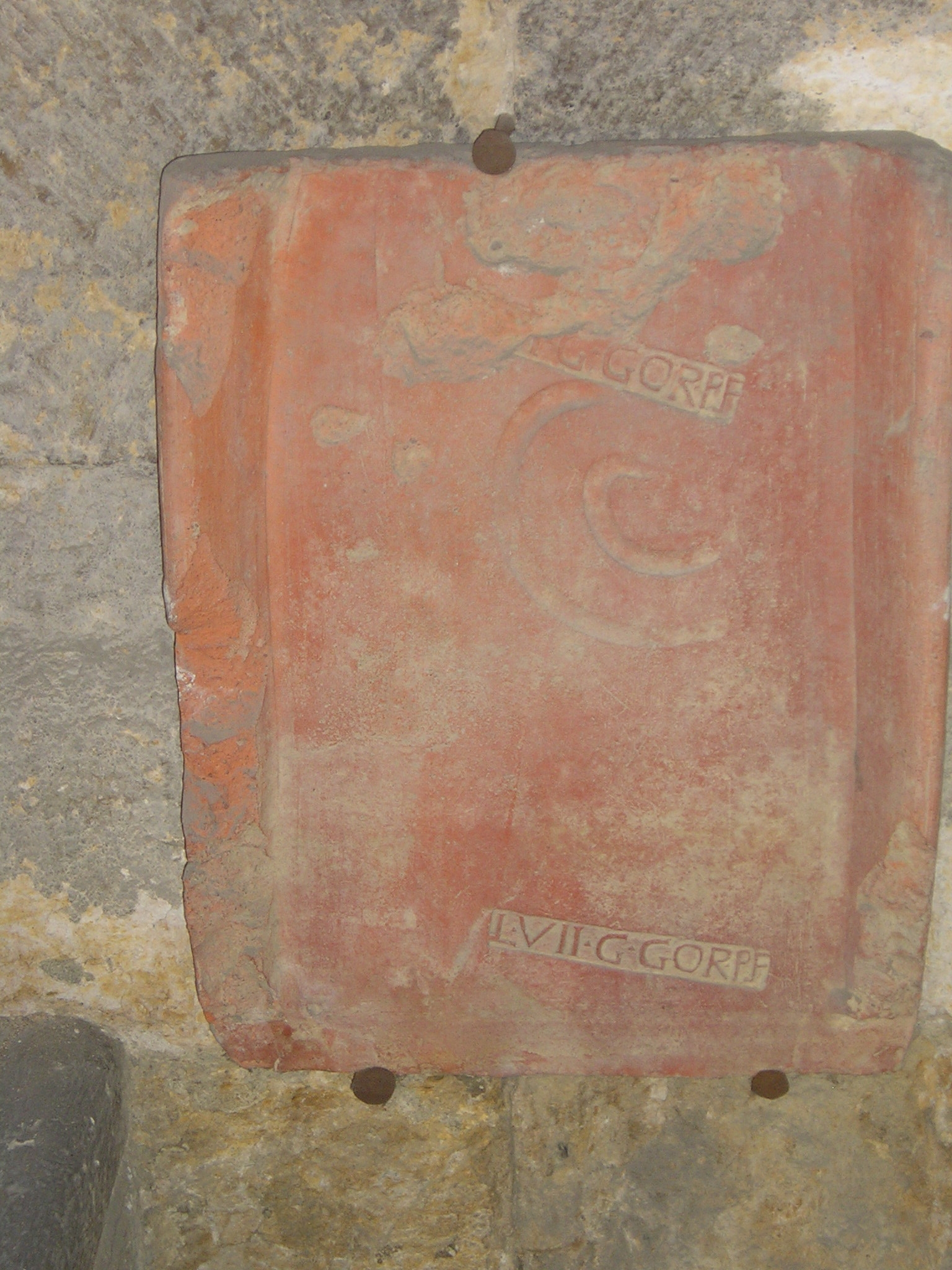
Ladrilho com a figlina L(egio) VII G(emina) GORD(iana) P(ia) F(elix), procedente de Legio, que indica a presença da VII Gemina em meados do século III na Tarraconense

Estas legiões foram complementadas por várias unidades auxiliares, como a Ala dos Partas, ou a IV Coorte dos Gauleses, embora seja muito difícil conhecer exatamente quantas destas unidades fizeram parte da guarnição peninsular e quais foram exatamente.
Em 69, segundo relata Suetônio, Galba dispunha na província de uma legião, a VI Vitoriosa, de duas alas de cavalaria e três coortes de infantaria. Para reforçar as suas tropas, recrutou uma nova legião, a futura VII Gemina e um número similar de unidades auxiliares, dentre as quais se destacaram as cortes de vascões, embora todas estas unidades o seguissem na sua marcha para a Itália, para se fazer com a púrpura imperial.
Em 70, por ordem de Vitélio, a X Legião Gêmea regressou à Península Ibérica, acompanhada pela I Legião Auxiliar, e, embora se ignore onde foram acantonadas exatamente, possivelmente fosse na Bética e na parte sudeste da Tarraconense para previr uma possível invasão desde o norte da África, controlado por Clódio Macer; de todas formas, ambas as legiões, com a VI Vitoriosa, abandonaram o partido viteliano e declaram-se partidárias de Vespasiano, que as enviou depressa a Germânia para esmagar a revolta de Caio Júlio Civil.
Posteriormente, em 74, Vespasiano ordenou estabelecer, em Leão, sobre o antigo acampamento da VI Legião Vitoriosa, a VII Legião Gêmea Feliz, que serviu de guarnição permanente na província até começos do século V.
Esta última unidade destinou uma vegillatio ao serviço do governador provincial em Tarraco, outra sob comando do governador da Lusitânia em Emérita Augusta, outra na zona mineira de Bierzo, e outra na zona mineira do norte de Portugal, além de subministrar pessoal para o portório de Trício, a Grande (Trício, La Rioja) e para o portório de Luco Augusto (Lugo), e para a statio de Segisama (Sasamón, Burgos).
Adscritas à VII Legião Gêmea Feliz, desde, ao menos, o último quartel do século I, estiveram cinco unidades auxiliares, uma ala de cavalaria, duas cortes montadas (equitatae) e duas coortes de infantaria (peditatae), que foram as seguintes:
- II Ala Flávia de Hispanos Cidadãos Romanos, acantonada em Petavônio (Rosinos de Vidirales, Zamora);
- I Coorte de Cidadãos Romanos Celtiberos Montados, com base em Sobrado dos Monxes (Corunha), no território do Município Flávio Brigâncio;
- I coorte Gálica Montada de Cidadãos Romanos, acampada em Pisoraca, (Herrera de Pisuerga, Palência);
- III Coorte de Lucenos, acampada em Luco Augusto (Lugo);
- II Coorte Gálica, destacada no desconhecido "à Coorte da Gália" (ad cohortem Galicam).

Desta forma, dos séculos II a V, a guarnição máxima de tropas regulares romanas na Hispânia não ultrapassava os 7 712 soldados, entre legionários e auxiliares, para controlarem e defender os 582 925 km² da Península Ibérica.

## História da Tarraconense

### Antecedentes

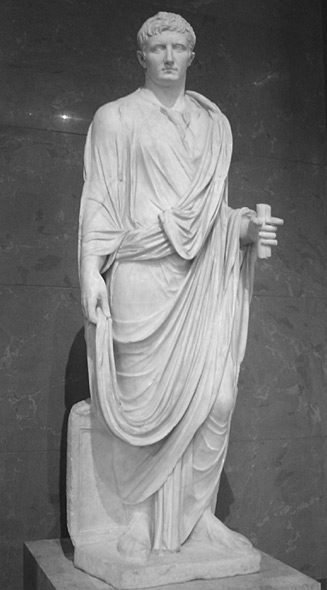
Augusto com toga como cônsul, vestimenta que deveu utilizar em durante a sua estadia em Tarraco

A província Hispânia Citerior Tarraconense da época augusta nasceu como direta sucessora da província Hispânia Citerior da época republicana. Os seus antecedentes, como os de qualquer reorganização augusta da Hispânia, têm-se de buscar na divisão entre os três legados de Pompeu na Hispânia no momento final da República, imediatamente antes da guerra civil com César. Embora o governador das duas províncias hispânicas fosse Pompeu, como resultado dos acordos do primeiro triunvirato com Júlio César e Marco Licínio Crasso, preferiu permanecer em Roma controlando os assuntos da urbe, pelo qual delegou em três legados da seguinte forma:
- Lúcio Afrânio na Hispânia Citerior três legiões;
- Marco Petreio na parte oriental da Hispânia Ulterior com duas legiões;
- Marco Terêncio Varrão Lúculo no ocidente da Hispânia Ulterior com duas legiões.

Terminadas as guerras civis, esta divisão ensaiada por Pompeu, foi consolidada por Augusto em 27 a.C., que estabeleceu formalmente as três províncias com os nomes de Hispânia Citerior Tarraconense, Hispânia Ulterior Lusitânia, e Hispânia Ulterior Bética. As duas primeiras eram províncias imperiais enquanto a terceira era uma província senatorial.
A criação destas novas províncias foi realizada para poder afrontar a incorporação ao território romano das últimas zonas independentes da Península, habitadas por Galaicos, Cântabros e ástures, de modo que Augusto reservou-se para o seu controle direto as zonas limítrofes às destes povos, embora, no caso da Tarraconense enganasse o senado ao incluir numa província militarizada e com sérias ameaças bélicas uma série de comarcas pacificadas desde havia mais de 50 anos, e intensamente urbanizadas e romanizadas, formadas pelo vale do Ebro, as costas do Levante, e as zonas da Andaluzia não pertencentes ao vale do Betis.
A província Tarraconense serviu bem como base para a anexação dos Cântabros ao império durante as guerras Guerras Cantábricas entre 27−19 a.C., residindo o próprio Augusto em 27−26 a.C. em Segisama (Sasamón, Burgos), e em Tarraco, onde chegou a receber uma embaixada procedente da Índia. Durante esta estadia peninsular, foi acompanhado pelo seu filhastro e futuro imperador Tibério, quem serviu como tribuno militar na frente cântabra, iniciando com esta campanha a sua dilatada carreira de armas.
O nome da província foi-lhe dado pelo da sua capital, a Colônia Júlia Cidade Triunfal Tarraco. Os seus limites foram corregidos em 12 a.C., ao serem incorporadas as zonas dos Galaicos e ástures procedentes da província Lusitânia, e a zona mineira em torno de Cástulo, procedente da província senatorial Bética.
O objetivo de Augusto com esta reorganização foi o de conseguir que todas as tropas romanas de guarnição na Hispânia estivessem no comando de somente um legado imperial, o da Tarraconense, e que as principais zonas mineiras que proporcionavam ao tesouro imperial metais preciosos -ouro do Maciço Galaico-leonês e prata de Serra Morena- estivessem sob direto controlo da administração imperial, com um fácil acesso marítimo para a Itália e Roma, lugar no que se encontravam os talheres de amoedação, pois que a emissão de áureos de ouro e denários de prata era exclusivo privilégio imperial.

### O trabalho dos imperadores júlio-claudianos e flavianos: pacificação e romanização

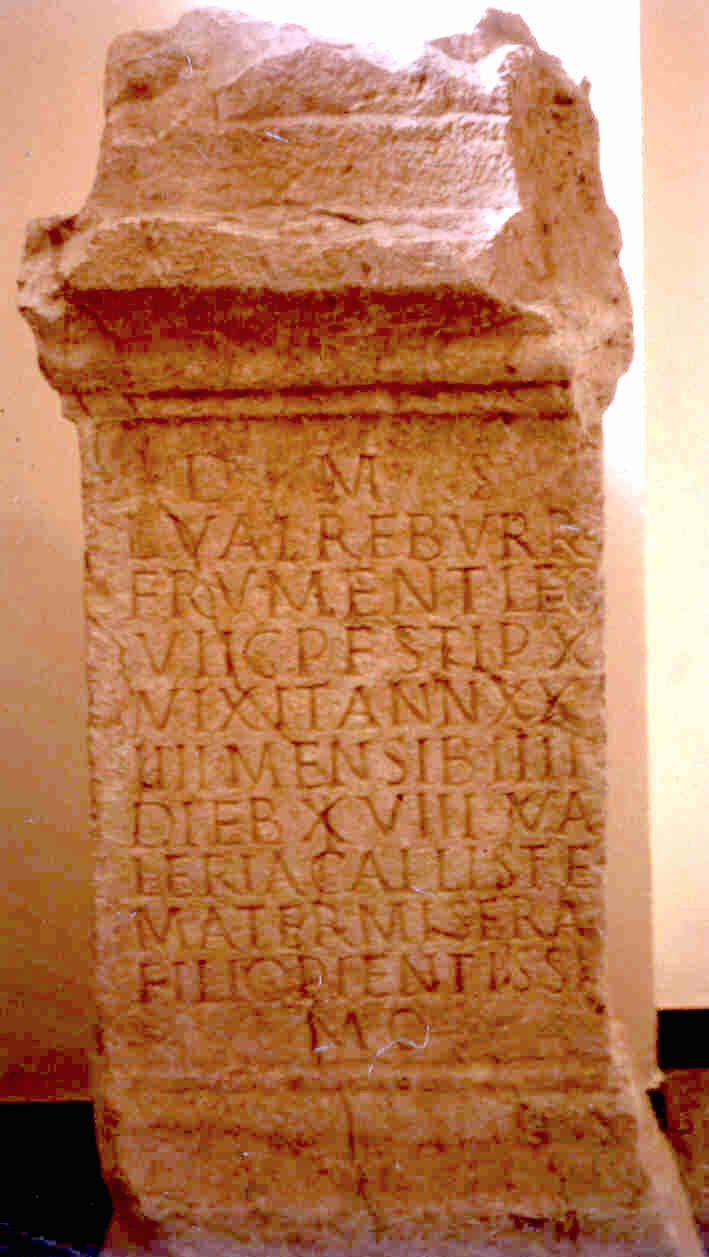
Epitáfio de Lúcio Valério Reburrino, frumentário da VII Gemina destacado no officcium do governador provincial em Tarraco sob Septímio Severo

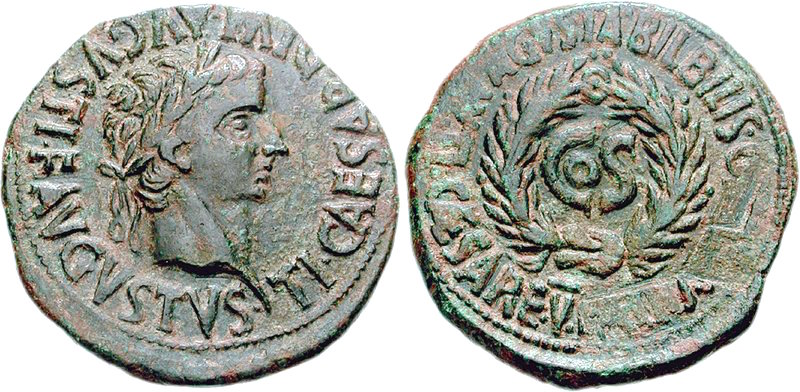
Moeda do Município Augusta Bilbilis com damnatio memoriae de Lúcio Élio Sejano, cunhada sob Tibério para comemorar o consulado de Sejano

Augusto, além de criar a província e definir os seus limites, seguindo as diretrizes fixadas pelo seu tio e pai adotivo Júlio César, concedeu a numerosas comunidades desta província o estatuto privilegiado, quer de colônia -as menos- quer de município, romano ou latino antigo, especialmente na costa do Levante, a zona procedente da Bética acrescentada à província em 12 a.C., e no vale do Ebro, com algumas fundações nas duas Submesetas e as zona noroeste, enquanto regularizou a situação do restante das entidades políticas não privilegiadas como cividades ou como povos (populi) que tinham a condição estipendiária (stipendiarium) ou comunidades tributárias, com uma organização interna susceptível a receber intervenção diretamente pelo governador provincial.
Esta política foi continuada por Tibério, que aumentou o número de municípios privilegiados na Submeseta Norte.
De Augusto até Nero, as intervenções imperiais permitiram a regularização dos velhos caminhos pré-romanos e a sua conversão em vias perfeitamente sinalizadas, que articularam o território provincial, e permitiram aos seus habitantes o contato com a cultura romana - o latim transforma-se na língua comum provincial depressa, e falava-se já quase exclusivamente em meados do século I- e o acesso a circuitos econômicos mais desenvolvidos, com economia monetária e a chegada de produtos de importação, como cerâmicas de luxo Aretinas sob Augusto e Tibério ou Terra Sigillata Subgálica entre Calígula e Vespasiano.
Os resultados do trabalho imperial na província foram os de uma progressiva pacificação, somente rota sob Nero com um conato de rebelião dos ástures, facilmente sufocada pelo primipilo da VI Legião Vitoriosa, o que permitiu reduzir progressivamente a guarnição legionária da província. Assim, sob Calígula e Cláudio, a IV Legião Macedônica foi deslocada em 42-43 à Germânia, e sob Nero, em 63 a X Legião Gêmea foi enviada à Panônia.
Em 68, a província era governada por Galba, que foi convidado por Caio Júlio Víndice desde a Gália Narbonense a se sublevar contra Nero, o que Galba fez enquanto teve notícia de que Nero decidira a sua morte, e utilizou como coartada, segundo relata Suetônio, um oráculo de uma jovem vidente de dois séculos antes, que profetizava que o novo senhor do mundo sairia de Clúnia.
Assim, proclamou-se imperador em Clúnia, e, contando com o apoio do governador da Lusitânia, o futuro imperador Otão, como primeira medida, procedeu a reforçar o exército da província, formado pela VI Legião Vitoriosa e por duas alas de cavalaria e três Coortes de infantaria, recrutando várias unidades auxiliares, ao menos três coortes de Vascões, e a VII Legião Galbiana, para partir depois para Roma e ocupar o poder.
Assassinado Galba, a província tornou-se partidária sucessivamente de Otão e de Vitélio, e, por último de Vespasiano.
Sob Vespasiano, o grau de romanização da província, e de toda a Hispânia era tal, que este imperador pôde promulgar o Édito de Latinidade de 74, o que permitiu a numerosas comunidades urbanas da província transformarem-se em municípios de direito latino durante o seu reinado e o dos seus filhos e sucessores, Tito e Domiciano.
Vespasiano decidiu, aliás, que a província devia manter uma reduzida guarnição militar, formada pela VII Legião Gêmea Feliz e as suas unidades auxiliares, orientada primariamente para o apoio dos trabalhos do governo provincial, para trabalhos policiais, e para a ajuda técnica e custódia das explorações de metais preciosos da província.

### Flávios e Antoninos: A paz provincial e o desenvolvimento econômico

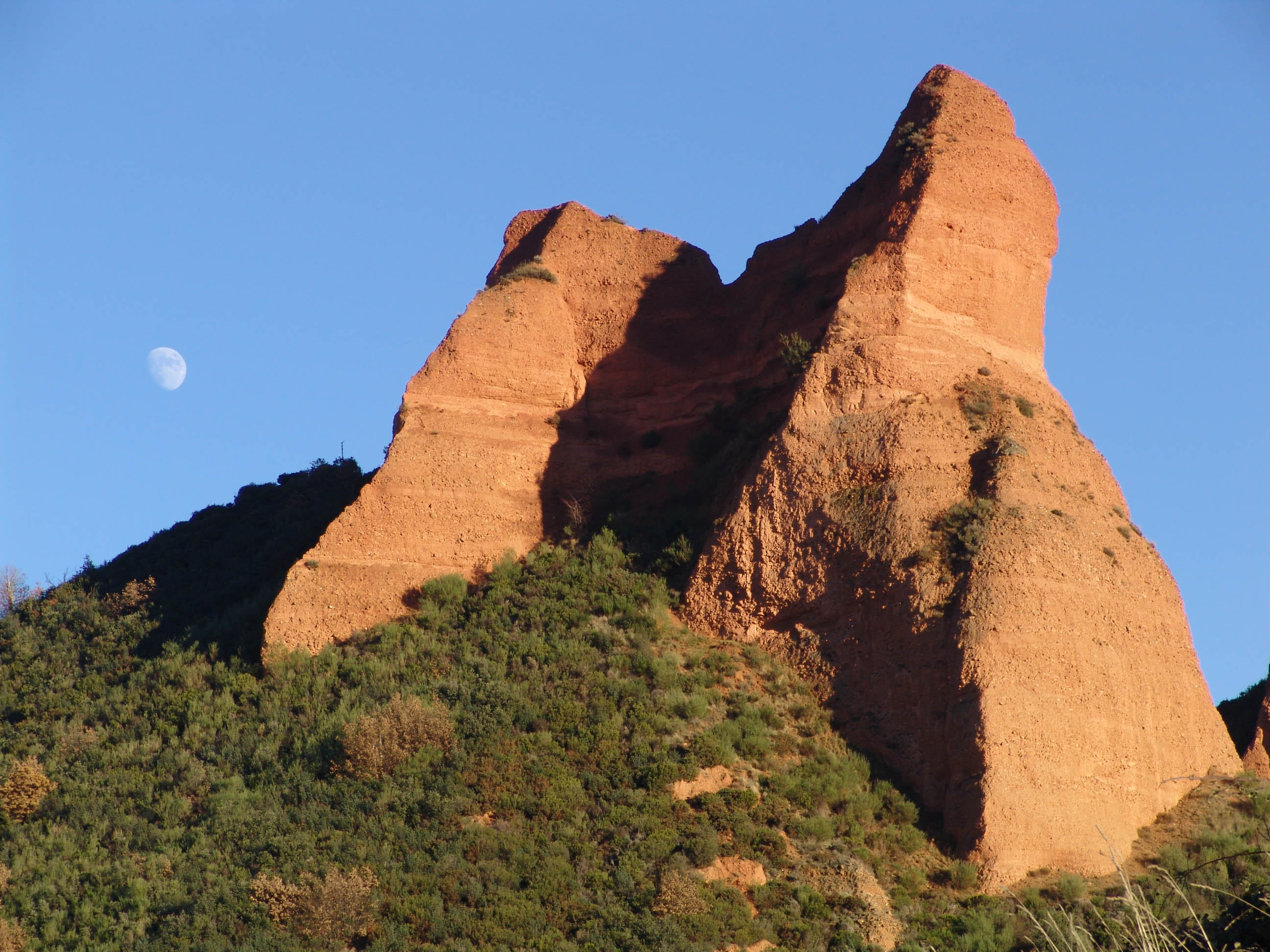
Explorações auríferas de Las Médulas pela técnica de ruina montium

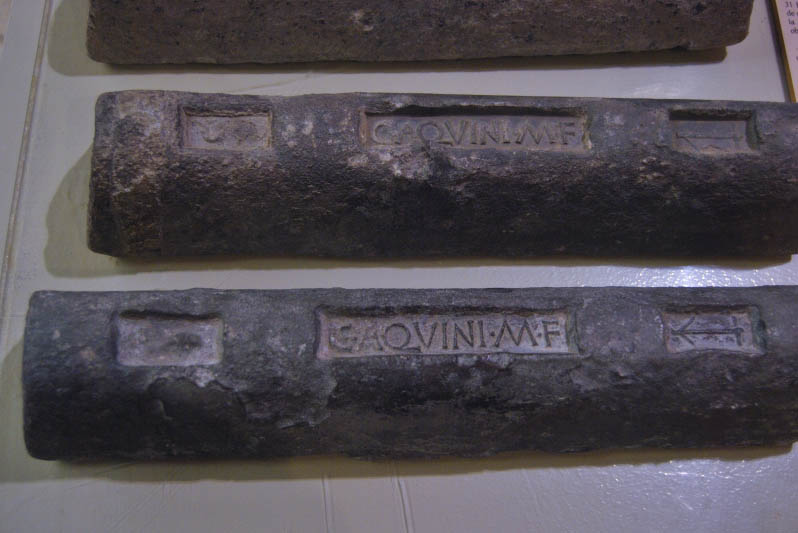
Lingotes de chumbo procedentes das minas de Cartago Nova. Museu Arqueológico Municipal de Cartagena

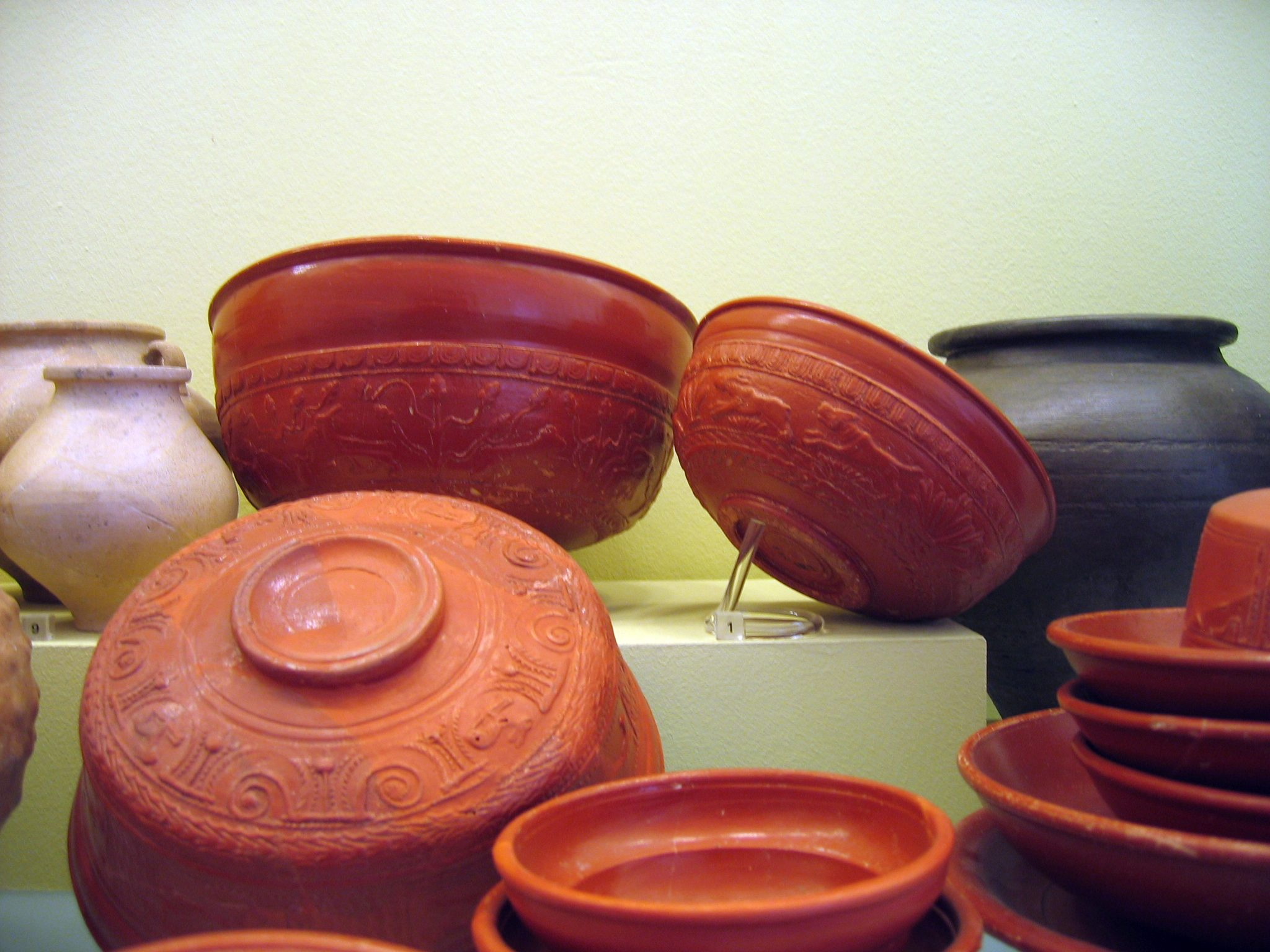
Conjunto copos de terra sigillata hispanica produzidos nos alfares de Trício, a Grande durante o século II

Sem dúvida, um dos interesses primordiais de Roma em Hispânia foi extrair proveito das suas legendárias riquezas minerais, arrebatadas a Cartago. Após o final da Segunda Guerra Púnica, a administração da Hispânia foi encomendada a Públio Cipião, "o Africano", prestando uma especial atenção à mineração. Com estes antecedentes, não é estranho que, ao longo do século I e do século II, a província proporcionasse uma importante contribuição de metais preciosos para o tesouro imperial, através das explorações auríferas do Noroeste, primariamente d'El Bierzo e do Norte de Portugal, e das argentíferas de Cástulo e Serra Morena, o antigo Mons Marianum, explorações das quais também se obtinha chumbo, remetido à Itália em lingotes com os metais preciosos.
Em torno de Cartago Nova (atual Cartagena) e Mazarrón, na Região de Múrcia continuou-se praticando a mineração de prata, chumbo, ferro, zinco e outros minerais , atividade que vinha realizando-se desde os tempos dos Fenícios, como testemunham a grande quantidade de barco afundados carregues com lingotes de mineral encontrados na costa murciana. Neste capítulo mineiro, também vale a pena resenhar a exploração das jazidas de ferro do País Basco e de Navarra, e do Sistema Ibérico.
Assim mesmo, os romanos exploraram as jazidas de cinábrio de Sisapo (Cidade Real) para obter mercúrio, destinado, entre outros usos, à fabricação de cosméticos, bem como extraíram das canteiras da zona de Segóbriga (Saelices, província de Cuenca) o lapis specularis, uma variante de gesso translúcido susceptível de ser cortado em lâminas para servir como vidros de janelas.
O capítulo de matérias primas cerra-se com a exploração das salinas, como, por exemplo, em Poza de la Sal (Burgos), Peralta (Huesca) ou Atienza (Guadalajara).
A província, a partir da década de 1970, na zona de La Rioja, com centro no Município Trício, a Grande (Trício), manteve um importantíssimo centro de produção oleira, que perduraria até bem entrado o século VI, fabricando a cerâmica de luxo terra sigillata Hispanica, que foi distribuída por toda a Península, o Norte da África, a Gália, Britânia e o limes renano. O movimento econômico gerado foi tão importante que em Trício existiu um portório para arrecadar o imposto chamado centessima rerum venalium.
No capítulo da produção cerâmica, vale a pena resenhar também os alfares de cerâmica comum de Melgar de Tera (Zamora), que começaram a funcionar no século I em relação a o abastecimento das tropas imperiais acantonadas em Petavônio, e com a venda de olaria à população civil do ambiente. As suas produções atingiram Legio e estiveram em funcionamento até o século IV. Também destacaram-se as instalações de produção de Terra Sigilata Hispana e cerâmica pintada de tradição celtibérica de Uxama Argela (Burgo de Osma-Osma, Sória), cuja distribuição abarcou todo o Vale do Douro e a parte Oriental do vale do Ebro.
A agricultura de tipo mediterrâneo - olival, vinhedo e cereal - foi especialmente florescente em todas as comunidades da zona levantina, destacando-se a articulação de uma importante zona de regadio na parte média do vale do Ebro, entre Vareia e César Augusta, como provam o Bronze de Agón e os importantes vestígios de infra-estruturas hidráulicas documentadas em toda esta zona.
Na zona das duas submesetas, pela sua vez, o cultivo predominante foi o cerealístico, com a pecuária transumante, que afundava as suas raízes na época pré-romana. A exploração agrícola melhorou notavelmente a respeito da época anterior graças à abundância de ferro e de ferramentas feitas com este material, os novos apetrechos usados, frente aos muito mais primitivos pré-romanos.
A isso somava-se a exploração da floresta original da zona, nomeadamente azinhais e pinares, que foram massivamente talados para proporcionar materiais de construção e combustível, e para rotura de novas superfícies cultiváveis.
Na zona de Cartago Nova foi praticado o cultivo do esparto, utilizado para a fabricação de cordames para diversos usos, entre outros, o dos barcos, pelo qual a cidade foi conhecida também como Cartago Espartária, já no século VI.
Também foi importante a indústria de salgados localizada arqueologicamente no atual Parque do Castro em Vigo, a antiga Vico Espacoro, e no sítio arqueológico da Campa de Torres, no atual Gijón, a antiga Gígia, pois a produção do molho chamado garo foi uma das principais atividades econômicas do litoral atlântico peninsular, sendo estes estabelecimentos viguês e gijonês os mais setentrionais.

Principais calçadas da Hispânia

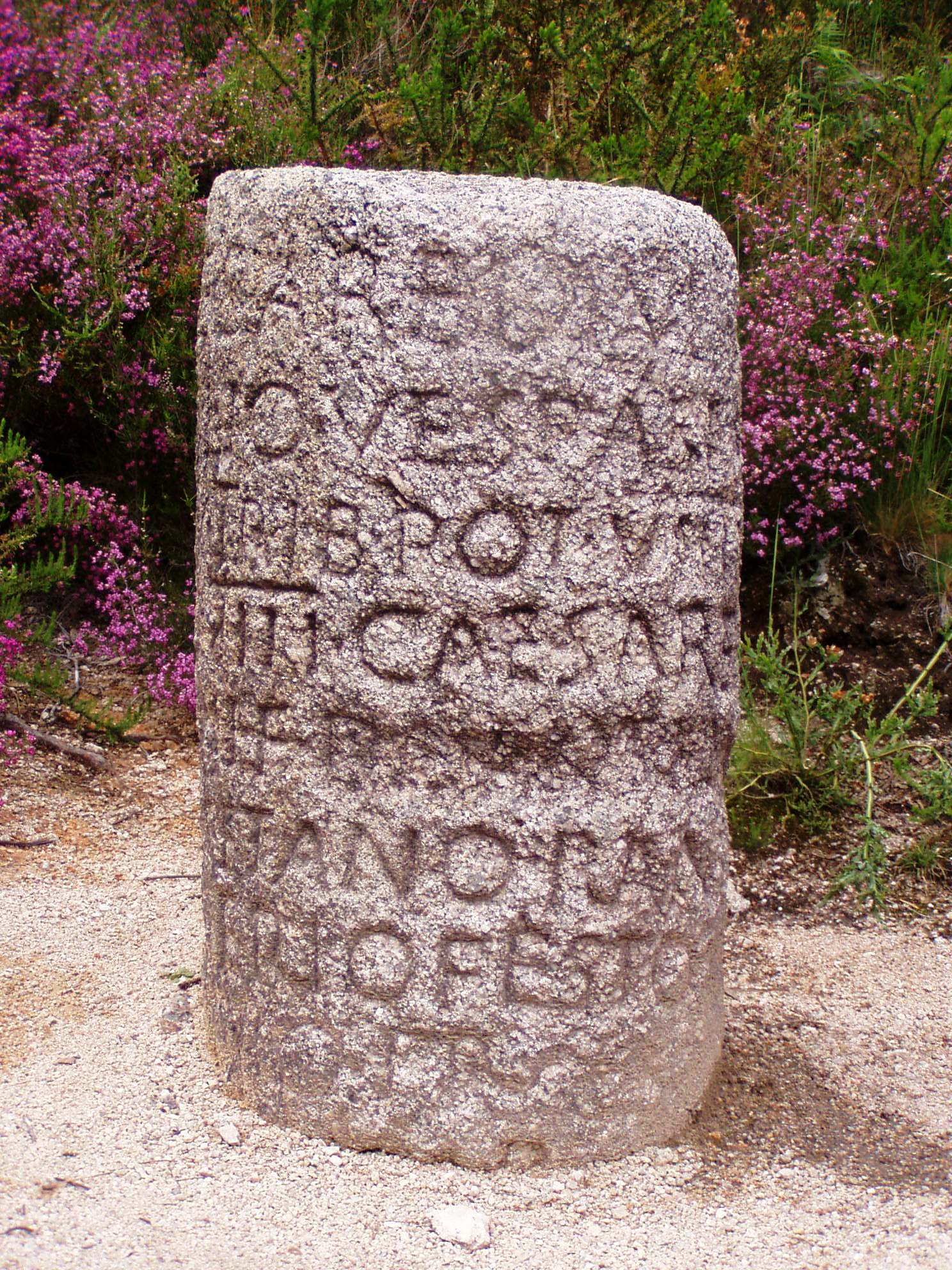
Miliário da Geira ou Via XVIII de Bracara Augusta a Astúrica Augusta

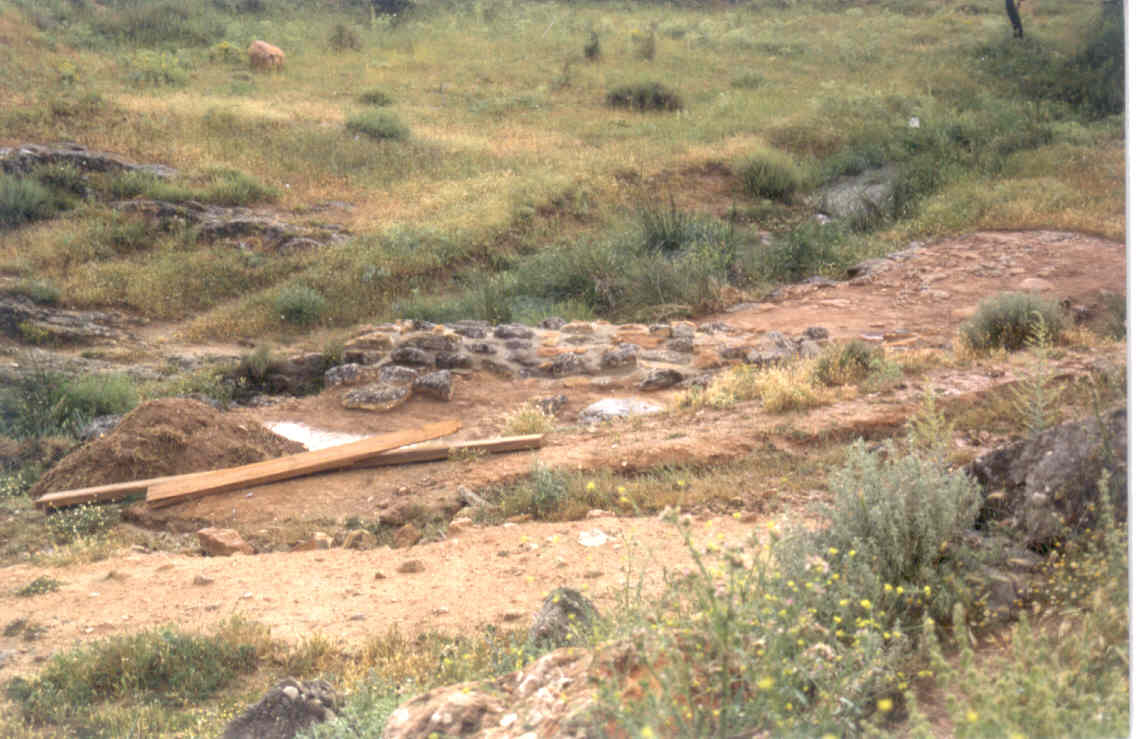
Calçada romana de Astúrica Augusta a Tarraco por Clúnia e César Augusta na sua passagem perto de Uxama Argela

(Cantábria), construída sob Augusto e Tibério pelos soldados da IV Legião Macedônica entre Segisama Júlia (Sasamón) e Porto Blêndio (Suances), unindo o vale do Douro com o golfo da Biscaia.
Ao longo dos dois primeiros séculos do império, toda a província foi articulada com a construção de numerosas calçadas. Em muitos casos, a intervenção imperial consistia em pavimentar, erguer pontes, e melhorar o traçado das antiquíssimas vias de comunicação pré-romanas, que, muitas vezes, remontavam à Idade do Bronze.
O traçado das vias era encarregue pelo imperador através do governador provincial a engenheiros e soldados pertencentes à guarnição da província, e a sua execução encomendava-se a militares e operários civis em proporção desconhecida, permitindo a determinadas cidades da província sufragar totalmente ou em parte algumas grandes obras, como os pontes, como ocorre em Águas Flávias a com a ponte sobre o rio Tâmega. Posteriormente à sua construção, as vias eram mantidas regularmente e, às vezes, especialmente no século II, realizavam-se intervenções maiores, que ficavam refletidas nos miliários com as expressões refecit ou restituit.
As vias secundárias, às vezes pavimentadas, costumavam ser executadas pelas comunidades limítrofes beneficiadas por elas, embora também não fosse estranha a intervenção do poder imperial, através do legado da província, na sua melhora e construção.
As três vias mais importantes da Tarraconense foram:
- A via que unia Astúrica Augusta com Tarraco, a capital provincial, pelo vale do Ebro;
- A Via Astúrica-Burdígala que unia Astúrica Augusta com Burdígala (Bordéus, França) por Easso (Irún, Guipúscoa);
- A importante Via Augusta, que começava nos Pirenéus, em Juncária (La Jonquera, Gerunda), ligando com a Via Domícia da Gália Narbonense e descendia por toda a costa levantina em direção à Bética.

Também destacavam um ramo da estrada de Astúrica a Tarraco que seguia o vale do Douro e buscava o do Ebro pela depressão do Jalón, a calçada que comunicava Tarraco com Emérita Augusta através de Compluto, as três vias que comunicavam Astúrica Augusta com Bracara Augusta e com Luco Augusto, a estrada paralela à costa do golfo da Biscaia, de Brigâncio (A Corunha) até Easso (Irún), a via que unia César Augusta com Sumo Pirianeu (Somport, Huesca), e boa parte da Via da Prata, da sua origem em Astúrica Augusta até o limite com a província Lusitânia.
Pela sua vez, o importante comércio marítimo no Mare Nostrum - o Mediterrâneo - com direção à Gália Narbonense, Itália e o oriente do império, utilizou, primariamente, os seguintes portos:
- Tarraco, a capital provincial;
- Dertosa (Tortosa, Tarragona), através da qual se enviava para Roma o ouro obtido na província, e onde a Classis Misenate manteve uma estação permanente, e no que concluía a navegação fluvial do vale do Ebro, que começava em Vareia e permitia ligar com o Golfo da Biscaia através da via das cinco vilas;
- Cartago Nova, através do qual se remetia para a Itália a prata e o chumbo de Serra Morena.

No golfo da Biscaia, o porto mais importante foi o de Easso (Irún, Guipúscoa), através do qual se transportavam os produtos do Vale do Ebro e o ferro dos montes bascos para a Gália, Britânia e Germânia. A prova da existência de um importante tráfego marítimo por este mar, tanto local como procedente da vizinha província Lusitânia, foi a construção junto ao Município Flávio Brigâncio de um importante e monumental farol, conhecido com o nome de Torre de Hércules.
A província Tarraconense também contribuiu numerosas unidades auxiliares ao exército imperial, recrutadas normalmente dentre os povos da Submeseta Norte, e o Noroeste, como Arévacos, vascões, Cântabros, ástures ou Galaicos, ou, de modo mais geral e impreciso, chamadas com o apelativo de Hispanorum, que formaram numerosas cohortes peditatae e equitatae e alae de cavalaria, especialmente com os Julio-Claudianos, com os Flávios e sob Trajano.
Bastantes municípios e colônias da província, seguindo uma tradição iniciada no período de conquista e fomentada pelas autoridades romanas, emitiram moeda de bronze -asses, dupôndios e semisses - com licença imperial sob os imperadores Augusto, Tibério e Calígula, e, já como moedas de imitação ou falsificações toleradas, sob Cláudio, o que indica uma aprofundação temporã da economia monetária em toda a província e uma grande necessidade de moeda fiduciária para pequenas transações.
Esta incremento monetário é corroborada pela grande quantidade de moeda imperial que aparece nos diferentes sitio arqueológicos da província, cuja cronologia começa com os começos do Império e atinge o reinado dos imperadores Teodósio I, Honório e Arcádio, o qual indica uma importante circulação monetária, que se corresponderia com uma atividade econômica florescente e intensa, ainda que de maior importância no vale do Ebro e Levante que no restante da província.

### Modificações territoriais e invasão da província noséculo III

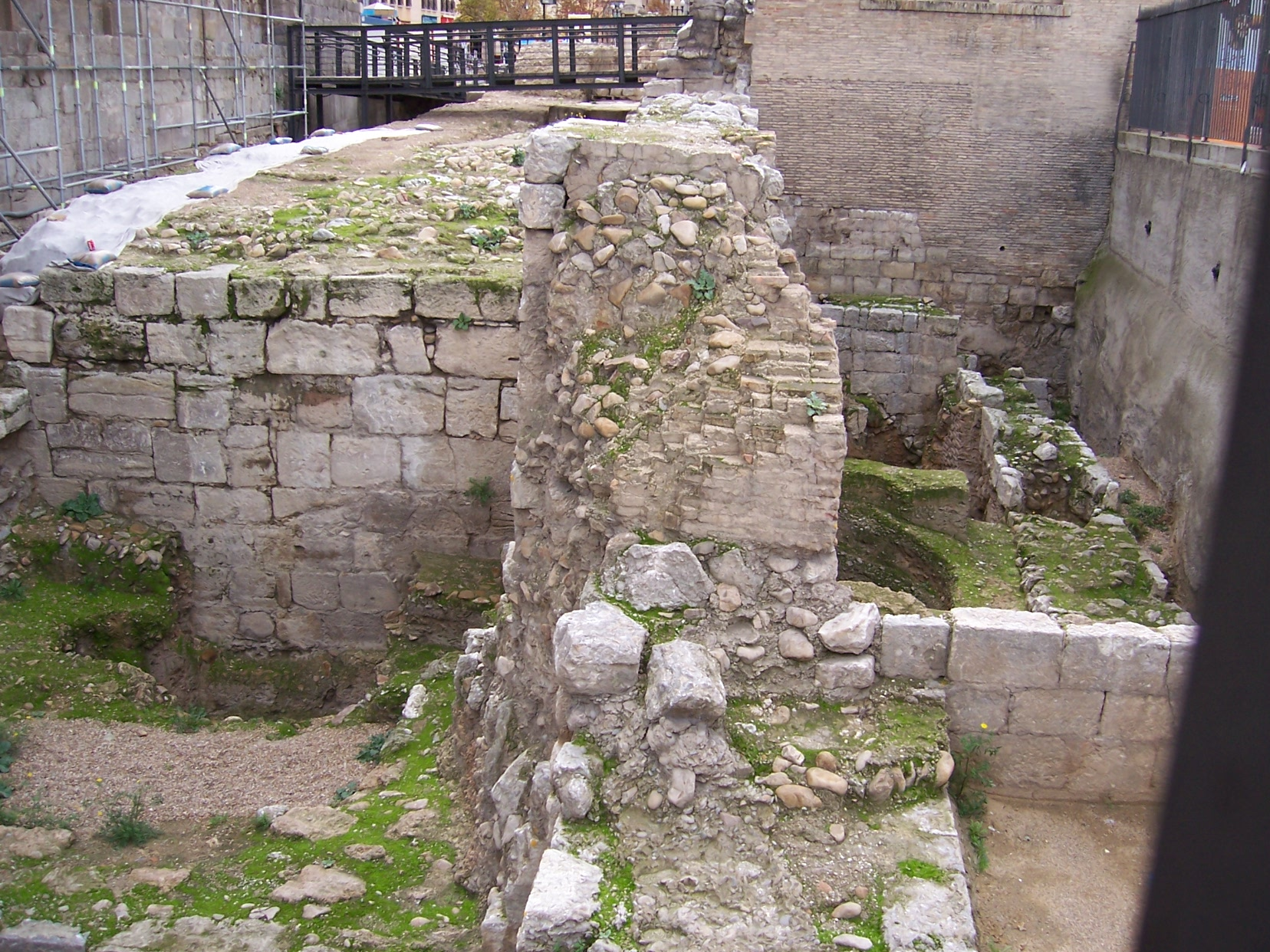
Ruínas da muralha romana de César Augusta, edificadas sob Augusto e reforçadas no século III e no século V

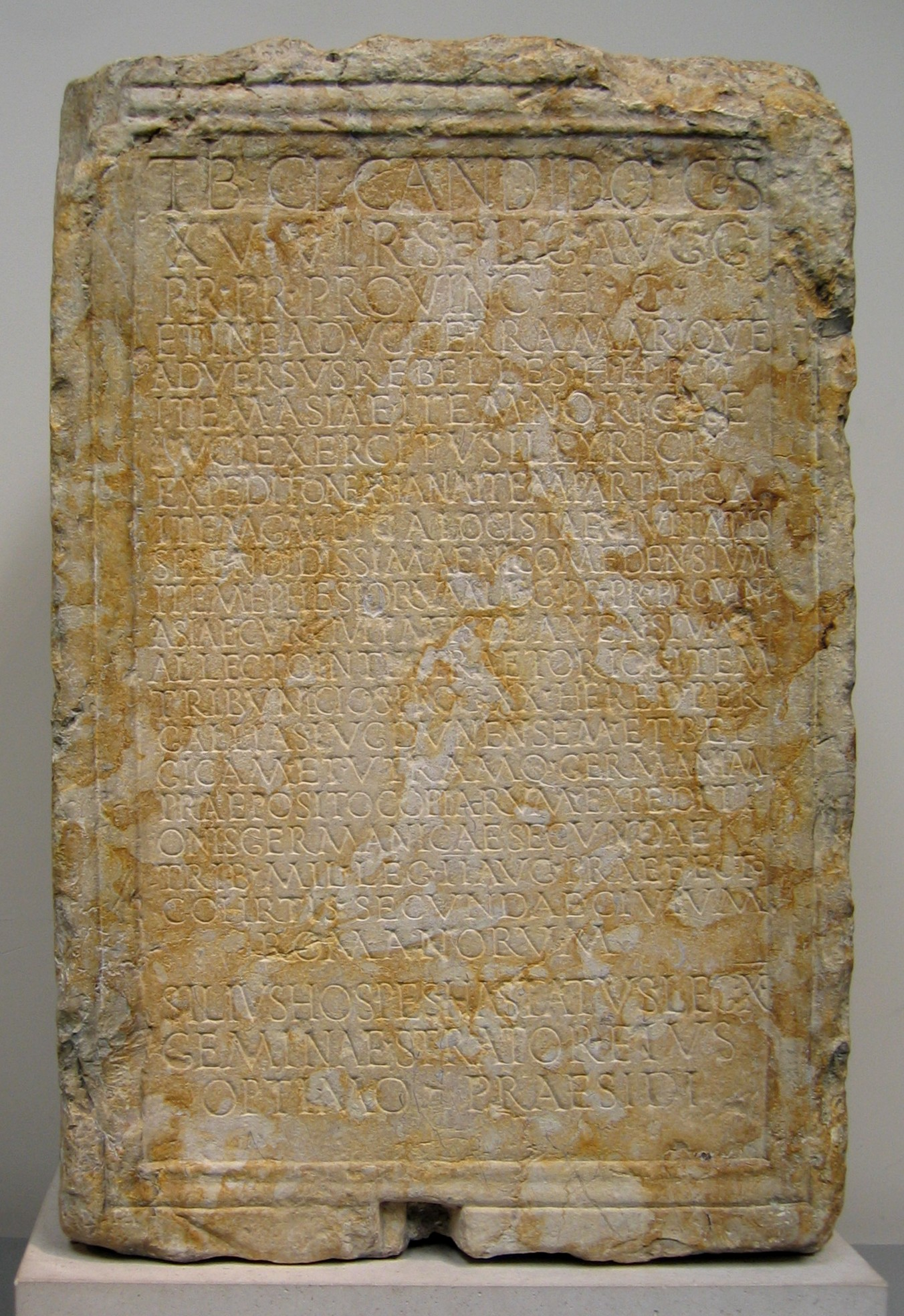
Inscrição dedicada por Tibério Cláudio Cândido, governador da Tarraconense por Sílio Hospe, centurião da X Legião Gêmea em princípios do século III

Em 193, assassinados Pertinax e Dídio Juliano, a guarnição da província e do seu governador proclamaram-se partidários de Clódio Albino, até abandonarem em 195 a sua causa e mudarem para Septímio Severo, quem realizou uma dura repressão entre os partidários de Albino, primariamente nas cidades privilegiadas do Vale do Ebro e o Levante, para o qual designou Tibério Cláudio Cândido como governador da província, este era um experto militar que apoiara a sublevação de Septímio Severo em Panônia, e que dirigira em Roma os peregrinos ou polícia segreda imperial, adscrita à Prefeitura do Pretório.
Nesta época, as dificuldades administrativo-econômicas de numerosas cidades da província conduziram à nomeação de um assessor imperial, um cavaleiro ou senador, - curador - que aconselhara os senados locais e os magistrados como melhorar a sua administração, visando a esquivar a sua quebra e garantir a arrecadação de tributos em favor do estado.

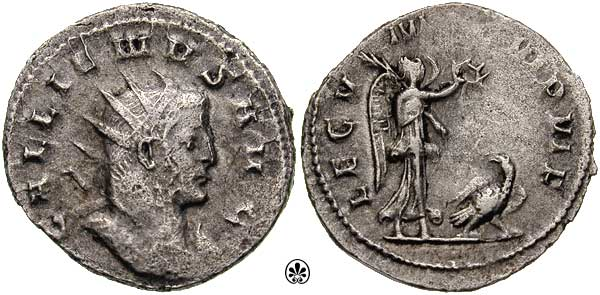
Antoniniano cunhado sob Galiano. O antoniniano foi criado por Caracala para tentar recompor o sistema monetário romano, no que a escassez da prata fizera desaparecer o Denário. Foi acunhado até Diocleciano, mas também foi envilecido progressivamente acrescentando-lhe chumbo, estanho e antimônio, gerando uma forte inflação

Ao redor de 210, o imperador Caracala decidiu modificar os limites da província Tarraconense, para o qual separou os dois conventos jurídicos do noroeste, o Lucense e o Bracaraugustano, para criar uma nova província, a Província Hispânia Superior Galécia, enquanto o restante da Tarraconense passava a ser denominada "Província Nova Hispânia Citerior Antoniana", com a intenção de reativar as explorações auríferas do noroeste, praticamente esgotadas em finais do século II. A província desapareceu nada mais falecer Caracala, embora servisse como precedente para a futura província Galécia do Baixo Império.
Em geral, as convulsões políticas e militares que padeceu o império, entre o assassinato de Alexandre Severo em 235 e a subida ao trono de Diocleciano em 298, afetaram pouco a Hispânia e, em concreto a Tarraconense. Contudo, a crise econômica do estado romano sentiu-se na província, o que se aprecia numa diminuição das intervenções imperiais na reparação das calçadas e na aparição de numerário de má qualidade, que gerou uma forte inflação e terminou por arruinar as já precárias economias das cidades, decorrendo um progressivo processo de ruralização social e econômica, que culminaria dois séculos mais tarde.

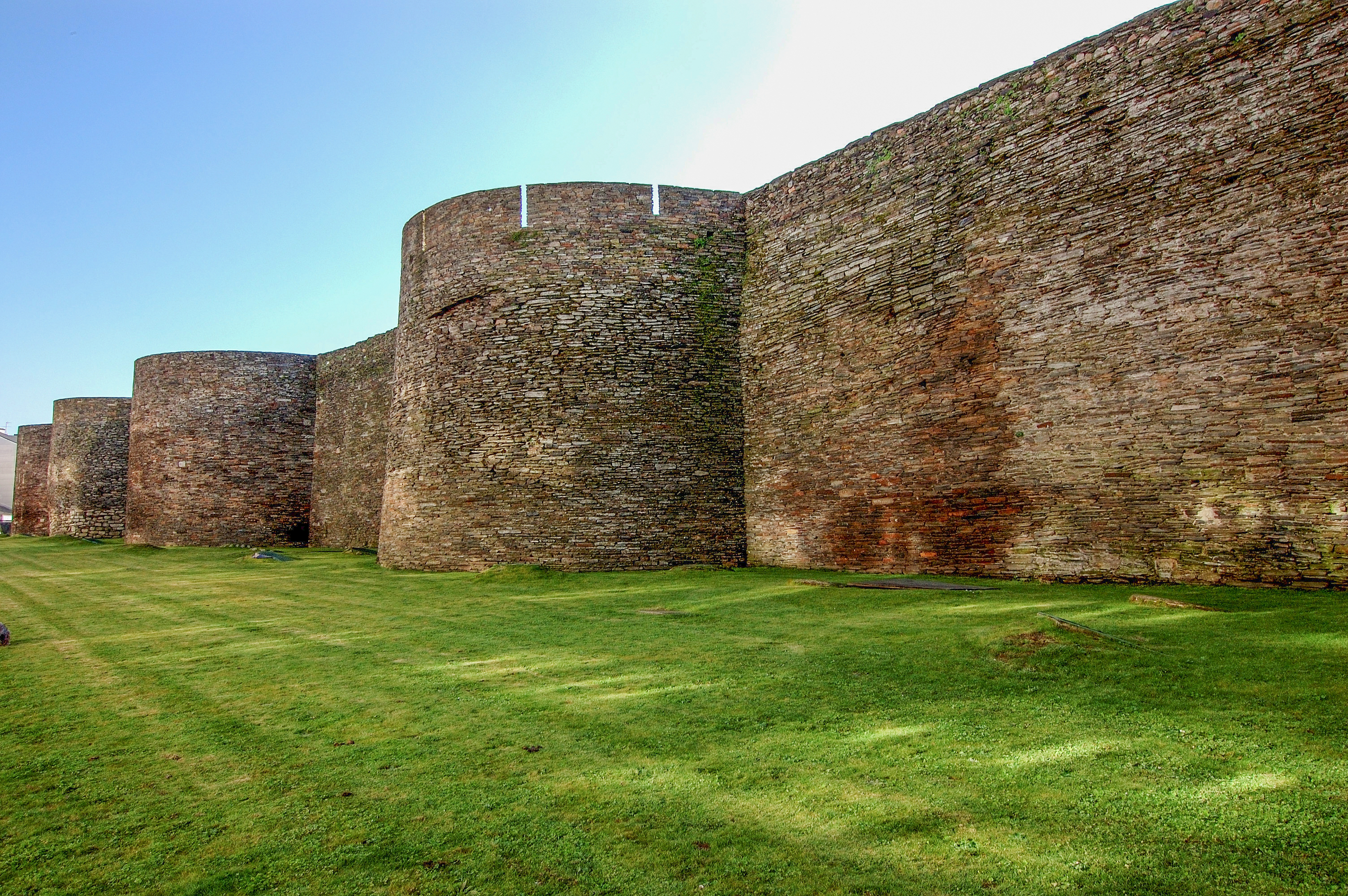
Muralha romana de Luco Augusto, reformada em finais do século III

Em 254, o limes da Germânia Superior foi atravessado pelos Germanos da outra margem do rio Reno, e por volta de 259 aconteceu a incursão de importantes contingentes bárbaros na Gália Belga, penetrando profundamente no restante das províncias galas, conseguindo alguns destes grupos atingir os Pirenéus e entrar na Hispânia. Assim, Tarraco foi saqueada pelos Francos em 258.
Em época de Valeriano e Galiano, a província prestou fidelidade ao Império das Gálias de Tétrico I e Vitorino, embora fosse uma das primeiras em voltar a ser leais ao imperador legítimo, já sob Cláudio II e Aureliano.
Entre 268 e 278, o interior da Gália foi saqueado, até ser restabelecida a princípios de 278 a fronteira pelo imperador Probo. Como consequência, e dentro de uma tendência que afetava todas as cidades do império, vários núcleos urbanos da província, como Barcino, Empórias, Astúrica Augusta, Légio ou Luco Augusto reformaram o seu cinto de muralhas, muito deteriorado com o passar do tempo, e tornaram-nos defesas eficazes perante as possíveis ameaças provenientes do outro lado dos Pirenéus.

### Divisão da província no Baixo Império

Hispânia depois da divisão provincial de Diocleciano

Com a chegada ao trono imperial de Diocleciano em 284, e a criação do sistema da Tetrarquia, este imperador procedeu a reorganizar o sistema administrativo do Império. Para isso, as províncias herdadas do Alto Império foram divididas em outras menores, que pela sua vez foram agrupadas numa nova entidade chamada de diocese, supervisada por um vigário diretamente designado pelo imperador.
Hispânia foi atribuída ao augusto do Ocidente, Maximiano e assinada ao seu César, Constâncio Cloro, como Diocese da Hispânia, com capital em Emérita Augusta. A antiga província Tarraconense foi dividida em várias províncias, a Galécia a partir dos conventos Bracaraugustano, Lucense, Asturicense e parte do Cluniense, a Cartaginense com os conventos Cartaginense, parte do Cluniense e as Baleares, e a nova província Tarraconense, que compreendia os antigos conventos Tarraconense, Césaraugustano e parte do Cluniense.
Esta nova Tarraconense tinha categoria pretória e era dirigida por um presidente ou governador.
À época de Constantino, a Diocese da Hispânia foi integrada dentro da prefeitura pretoriana da Gália e, por razões de proximidade e facilidade de abastecimento, foi-lhe acrescentada a província norte-africana Mauritânia Tingitana, reduzida à zona mais setentrional e sem conexão direta com a Mauritânia Cesariense.
A última divisão ocorreu em meados do século IV, quando as ilhas Baleares foram segregadas da Cartaginense e tornadas na nova província Hispânia Baleárica.
Ao longo do século IV, a província permaneceu numa situação de tranquilidade e segurança, afastada dos conflitos fronteiriços e internos do império, mantendo-se leais os seus governadores ao imperador do Ocidente, exceto em finais do século durante a época dos usurpadores de Magno Clemente Máximo (383 a 388) e Flávio Eugênio (392 a 394), a quem juraram lealdade, embora depois das derrotas sofridas nas mãos de Teodósio I, a província reintegrou-se ao poder legítimo sem necessidade de ser invadida.
Esta tranquilidade traduziu-se num alto grau de prosperidade econômica, mantendo as linhas mestras desenhadas durante o Alto Império, mas com a novidade da implantação de numerosas villae por toda a província, especialmente no vale do Ebro e o Levante. Estas villae eram, prioritariamente, unidades de exploração agrária tipo latifúndio, mas também luxuosas mansões decoradas com suntuosos pavimentos de mosaico, pinturas ao afresco nas suas paredes, e estátuas de mármore e outros objetos de luxo.
Ao mesmo tempo, a circulação monetária foi abundante, especialmente em moeda fiduciária -AE 2, 3 e 4-, até princípios do século V, embora na província não funcionasse nenhuma fábrica de moeda, procedendo a maior parte da moeda de fábrica de moedas ocidentais -Roma, Tréveris, Arles, Milão…- e alguns exemplos orientais.
À morte de Teodósio I, todo o Ocidente do império foi assinada a Honório, o seu filho primogênito, sob a tutela de Estilicão.

### Os séculos IV e V

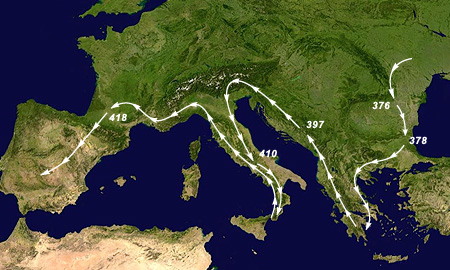
Migrações dos Visigodos, que mostram a sua entrada na Hispânia como federados do império

A partir de 400, a situação do Império Romano do Ocidente tinha-se voltado crítica, pois a atuação de Estilicão para conter os Visigodos de Alarico tivera sucesso à custa de reduzir as guarnições do exército imperial sobre o Reno sob o mínimo necessário para garantir a segurança fronteiriça, de maneira a que Vândalos, Suevos e Alanos, conseguiram cruzar a fronteira imperial e invadir a Gália em 406.
O governo de Honório em Ravena foi incapaz de responder a esta nova ameaça, e o governador da Britânia proclamou-se imperador como Constantino III e, com as suas tropas, entrou na Gália. Os povos bárbaros mencionados, em 409, pressionados por este último exército romano organizado, apesar dos esforços de Dídimo e Veriniano, parentes de Teodósio I, Honório e Arcádio, ajudados por Gerôncio, general do usurpador Constantino, entraram na Península pelos Pirenéus ocidentais.

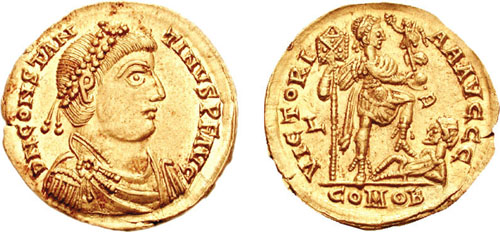
O usurpador Constantino III enviou a Hispânia ao seu general Gerôncio, responsável último da invasão de 406 e do fim da Hispânia romana

A Tarraconense foi a única província que não foi diretamente afetada por Suevos, Vândalos e Alanos, mas, pouco depois, os Visigodos, tornados em federados do império e instalados ao sul da Gália, com Tolosa como capital, dirigidos pelo seu rei Ataulfo, entraram na Hispânia para submeter à autoridade imperial as zonas ocupadas pelos povos anteriores, bem como para reprimir a bandidagem local dos Bagaudas na zona do vale do Ebro, em torno de César Augusta. Embora os Visigodos agissem em nome da corte imperial de Ravena, conseguiram assentar bases sólidas na Península, agindo em nome próprio e já não abandonariam nunca o solo hispânico.
Prova da saída da Tarraconense, e de toda Hispânia da órbita imperial é a detenção da chegada de moedas imperiais, pois os últimos exemplares que se encontram na Península correspondem aos primeiros anos de Honório no Ocidente e a Arcádio no Oriente.

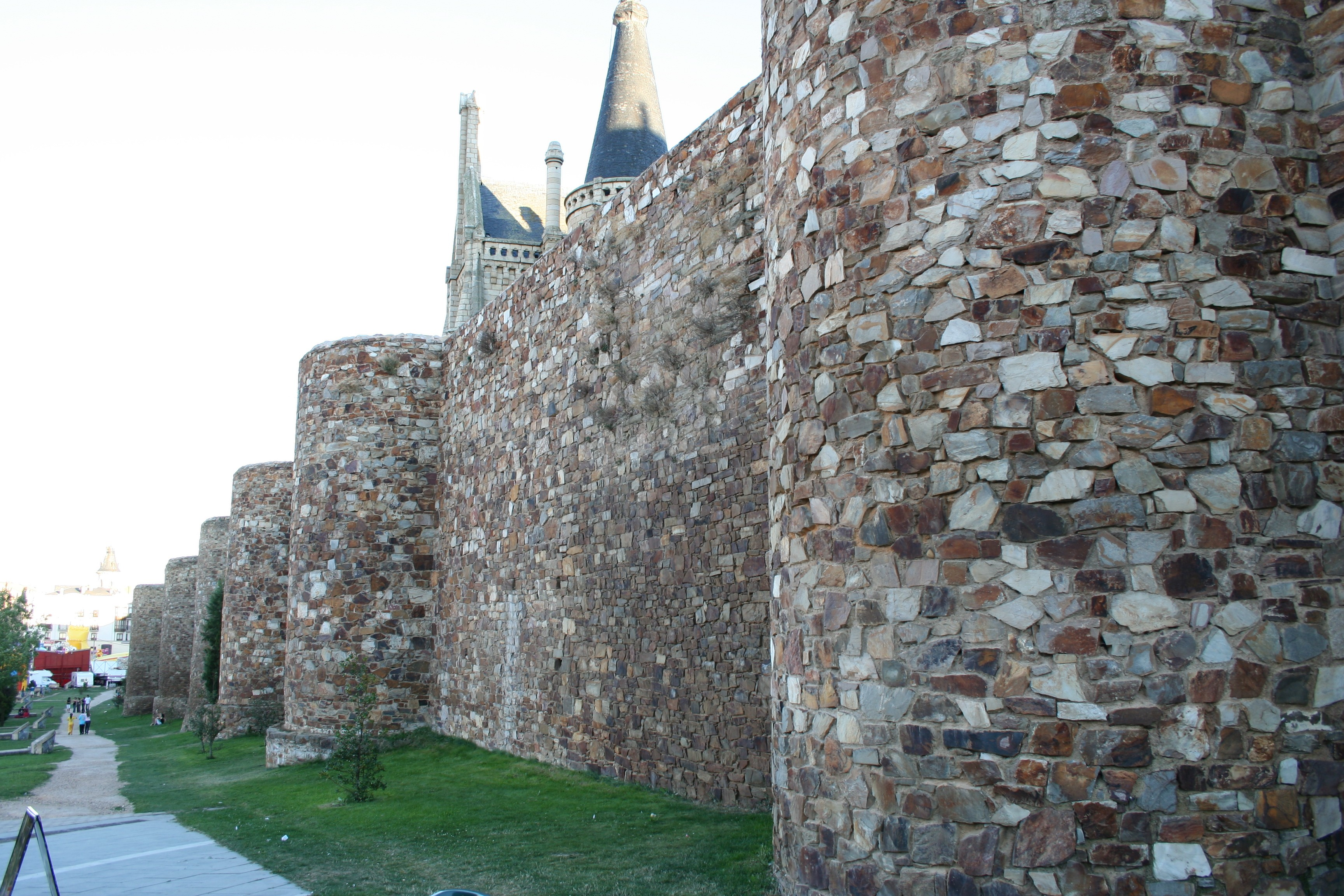
As muralhas medievais de Astorga foram edificadas sobre as muralhas baixo-imperiais, embora não pudessem impedir os Visigodos a assaltassem em princípios do século V

Pouco depois, o rei Eurico, frente da debilidade da corte de Ravena, voltou para a Península, para incorporar o território ao seu reino, realizando uma campanha brutal, com numerosas matanças e saqueus, relatado por Idácio de Chaves, de maneira a que, por volta de 456, a Tarraconense se converteu numa parte mais do Reino Visigótico, e o império teve de ampliar o seu foedus com este povo, reconhecendo de fato a sua independência e a saída da Tarraconense e de toda a Hispânia da órbita imperial.
Em 459 o imperador Majoriano visitou a província, caminho de Cartago Nova, onde estava reunindo-se uma frota do império do Ocidente e do império do Oriente, que incluía aliados Visigodos, para atacarem os Vândalos de Genserico ao norte da África, expedição que fracassou ao ser destruída a frota imperial pelos Vândalos na batalha de Cartagena de 461. A partir deste momento, a influência da corte de Ravena sobre a província Tarraconense e, em geral, sobre toda a antiga a Diocese da Hispânia, desapareceu, de maneira a que, quando o império do Ocidente foi abolido entre 476 e 485, o Reino Visigodo viu reafirmada a sua independência.

### O final da província

A Península Ibérica por volta de 560

Ao longo do século VI e do século VII, a província Tarraconense sofreu numerosos ataques promovidos pelos diferentes reinos francos do outro lado dos Pirenéus, e serviu de base aos diferentes reis visigodos de Toledo para defender as suas posses da Gália Narbonense; assim mesmo, os reis visigodos utilizaram a província como ponto de partida para penetrar e conquistar os territórios de Cantábria e dos vascões, que se independentizaram ao desaparecer o poder romano na Península.
Com a invasão muçulmana de 711 e a destruição do Reino Visigótico, o sistema de administração territorial da Península Ibérica herdado de Roma, desapareceu, e com ele a província Tarraconense, embora a zona oriental servisse como último bastião de resistência aos dois últimos monarcas visigodos, Agila II (r. 711–713) e Ardo (r. 713–720). O seu território foi integrado na nova região fronteiriça do emirado de Córdova, como marca militar com capital em Saragoça, sob comando da família de conversos Banu Cassi (filhos de Cássio).